# Bodrogszerdahely
Bodrogszerdahely (szlovákul Streda nad Bodrogom) község Szlovákiában, a Kassai kerület Tőketerebesi járásában. A település a Bodrogköz második legnagyobb községe.

## Fekvése

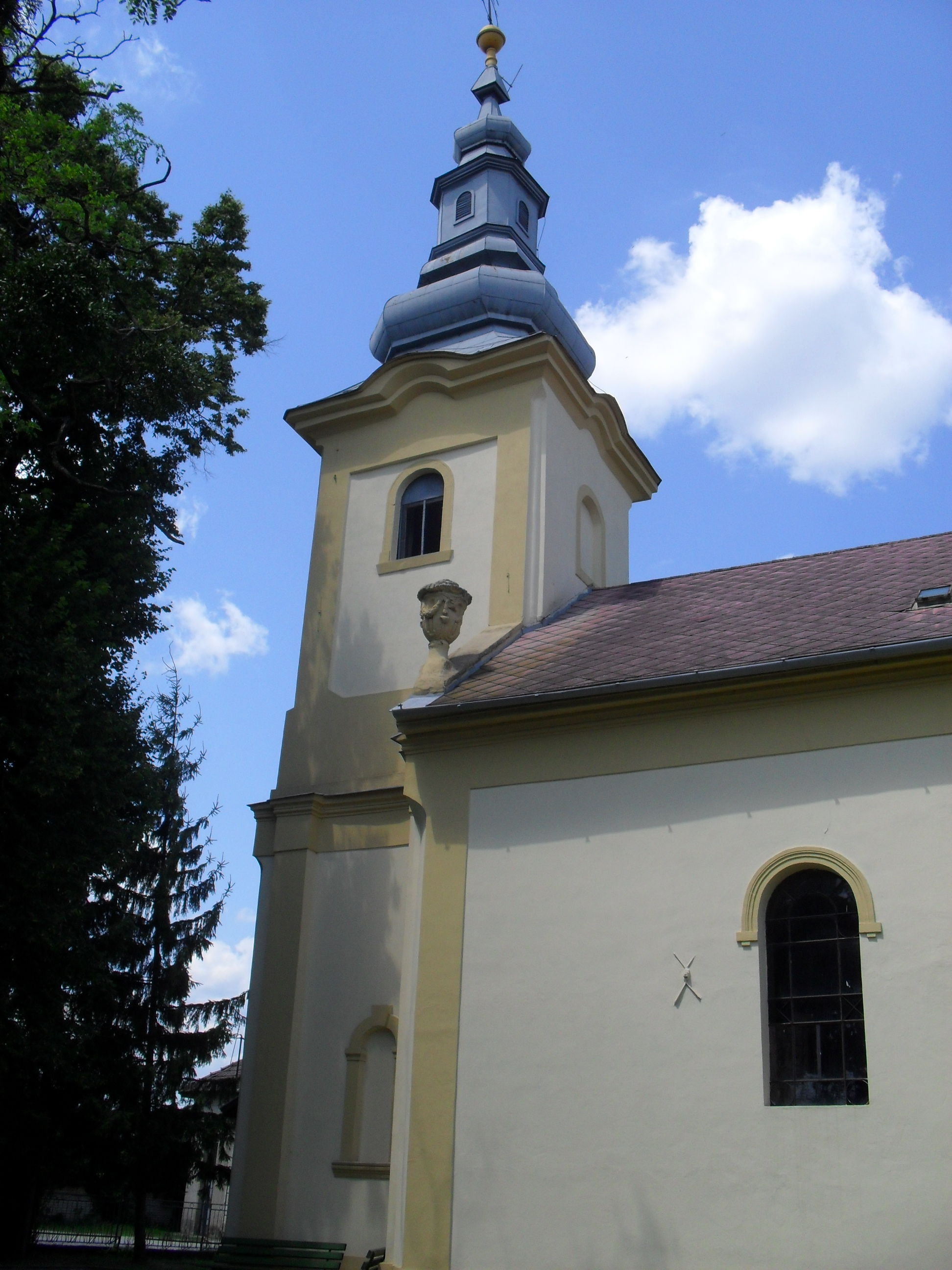
Görögkatolikus templom

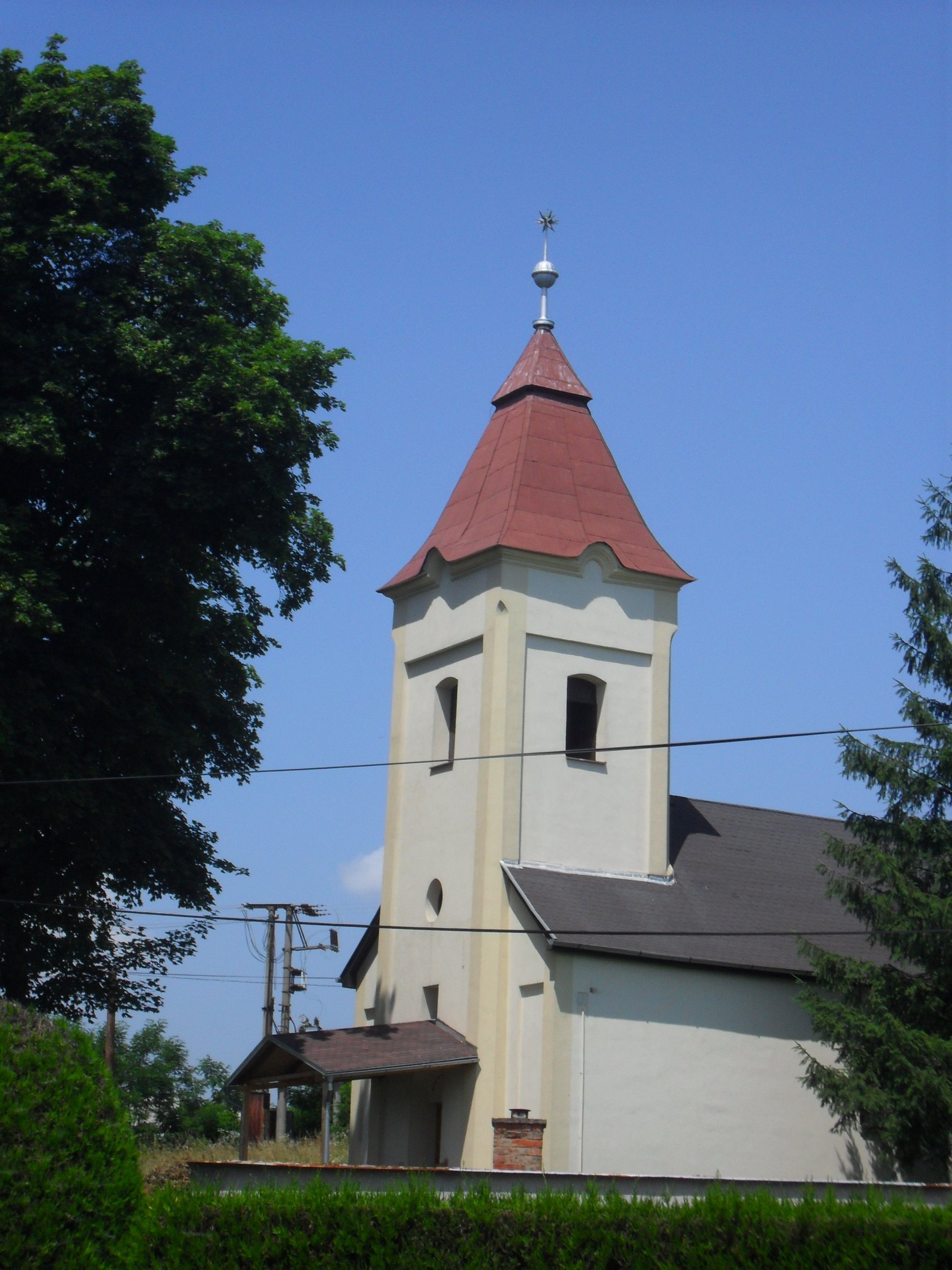
Református templom

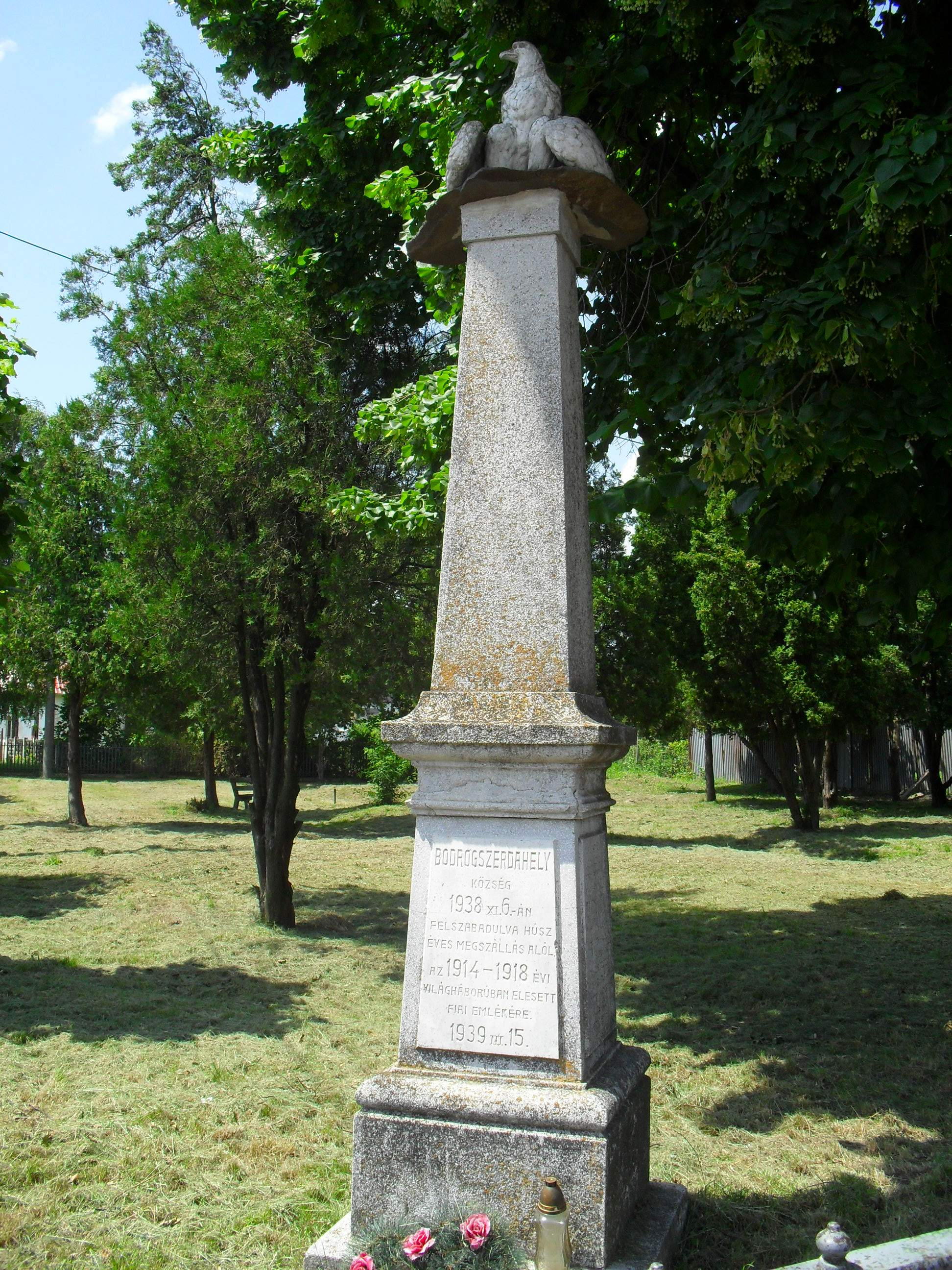
Első világháborús emlékmű

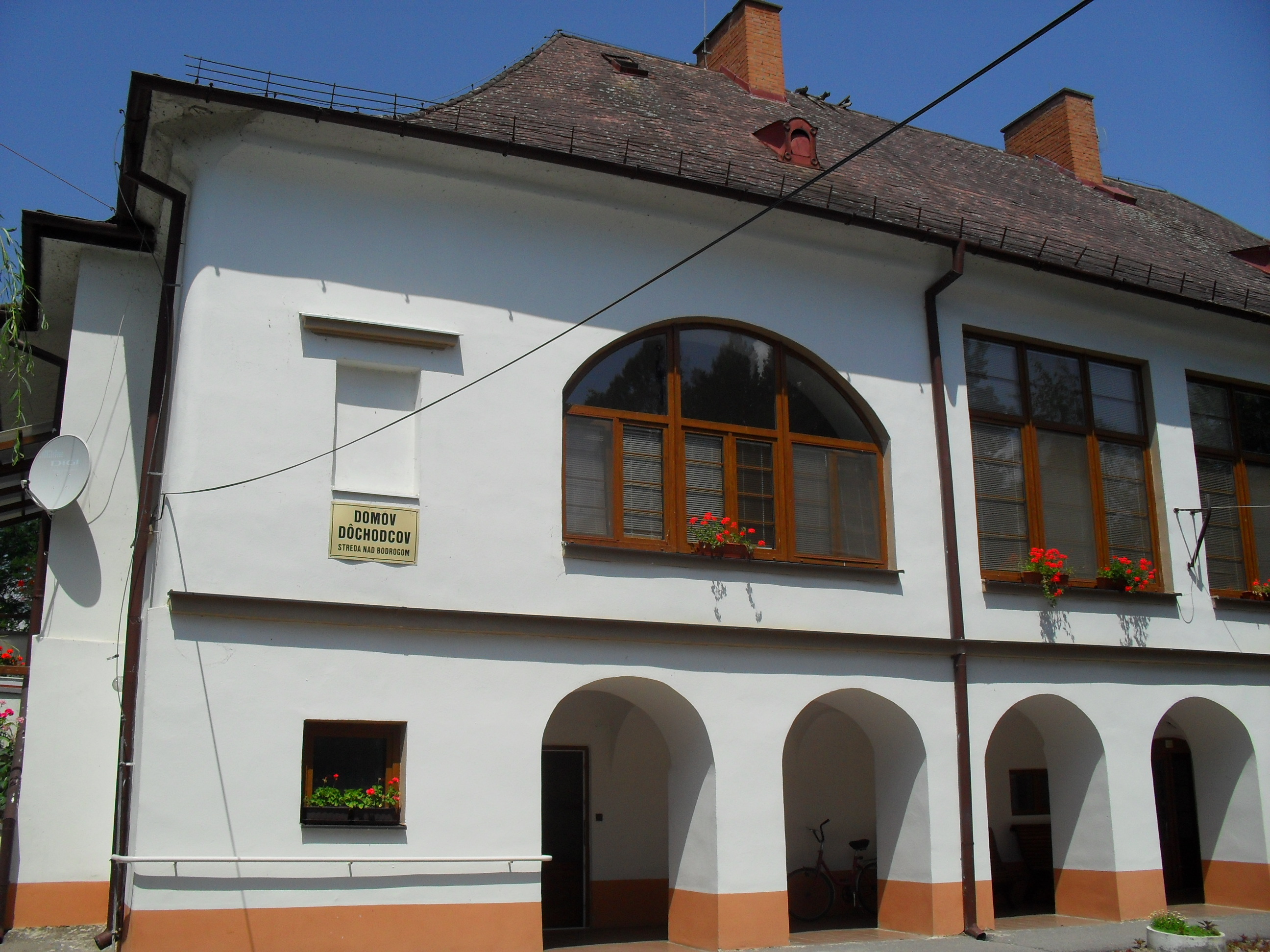
Az egykori Orosz-kastély (ma nyugdíjasotthon)

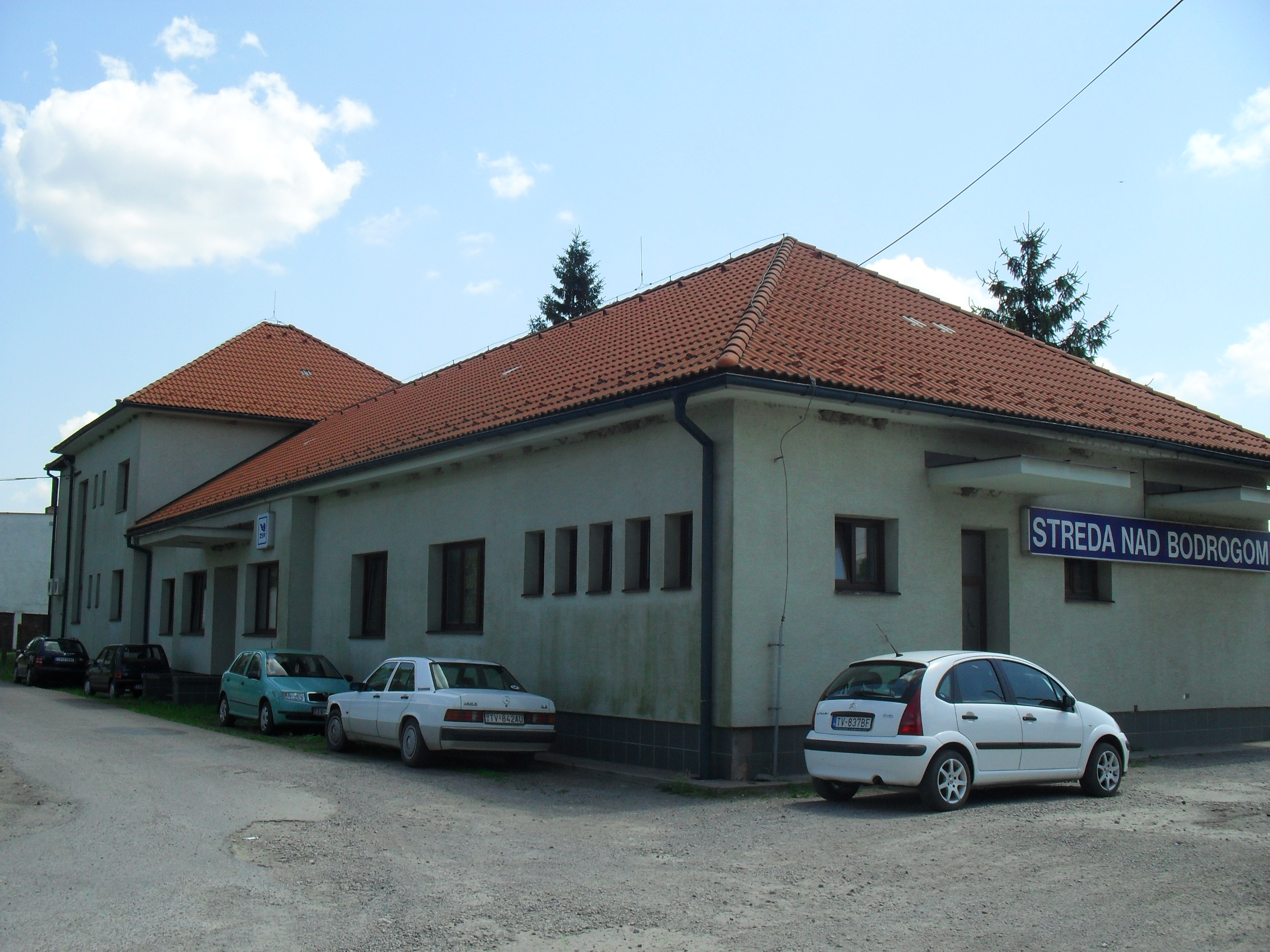
Vasútállomás

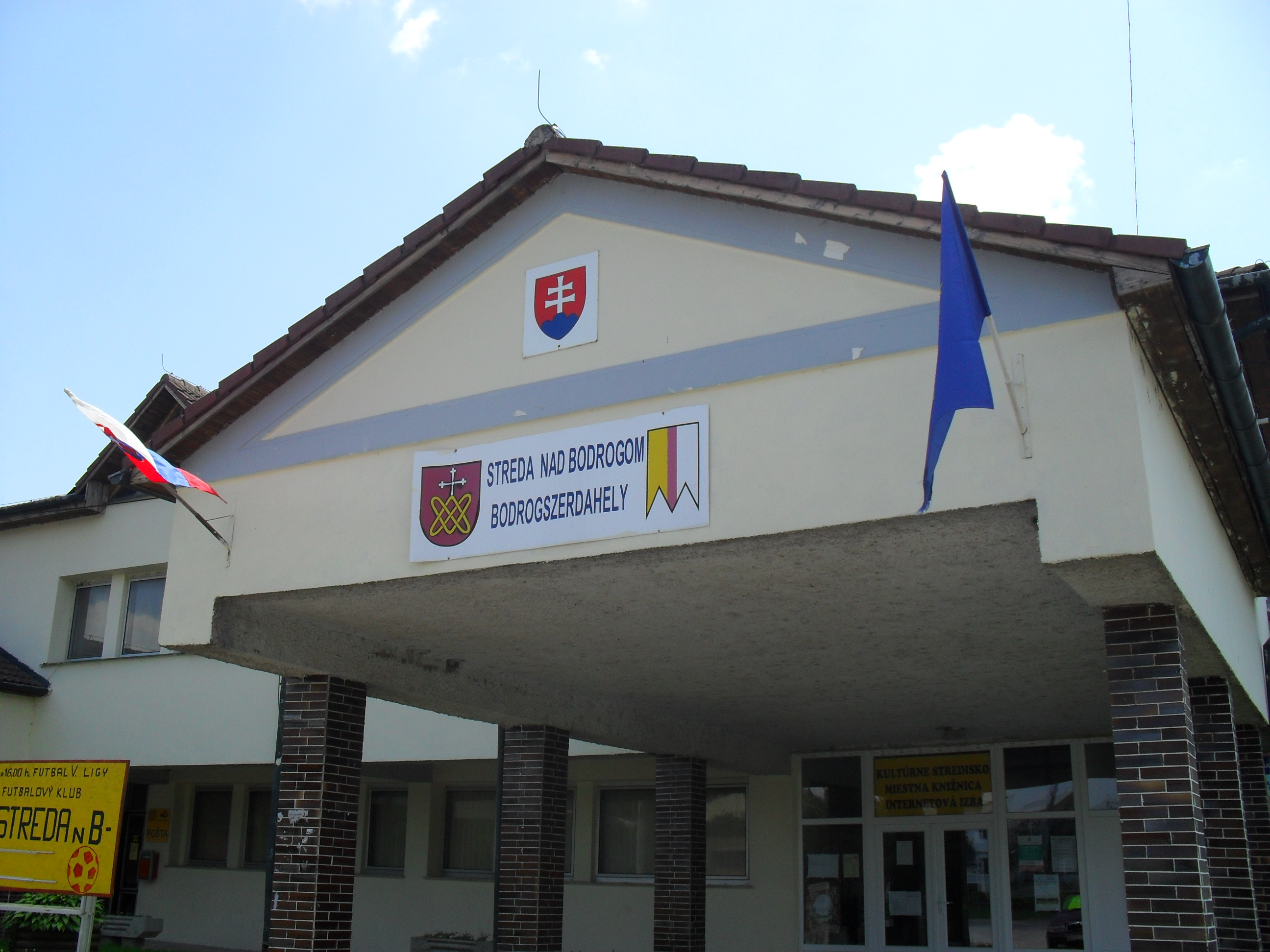
Kultúrház

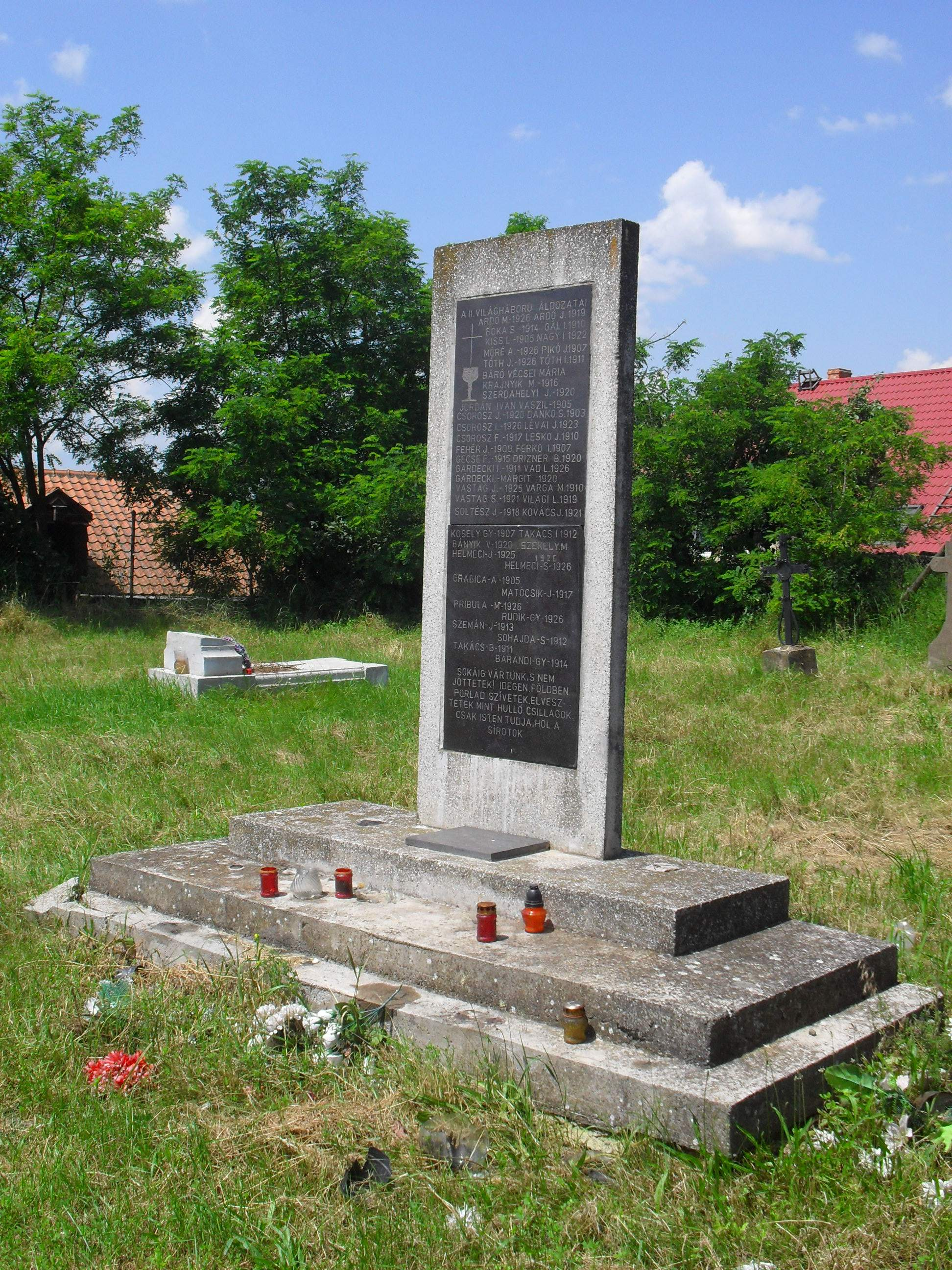
Második világháborús emlékmű

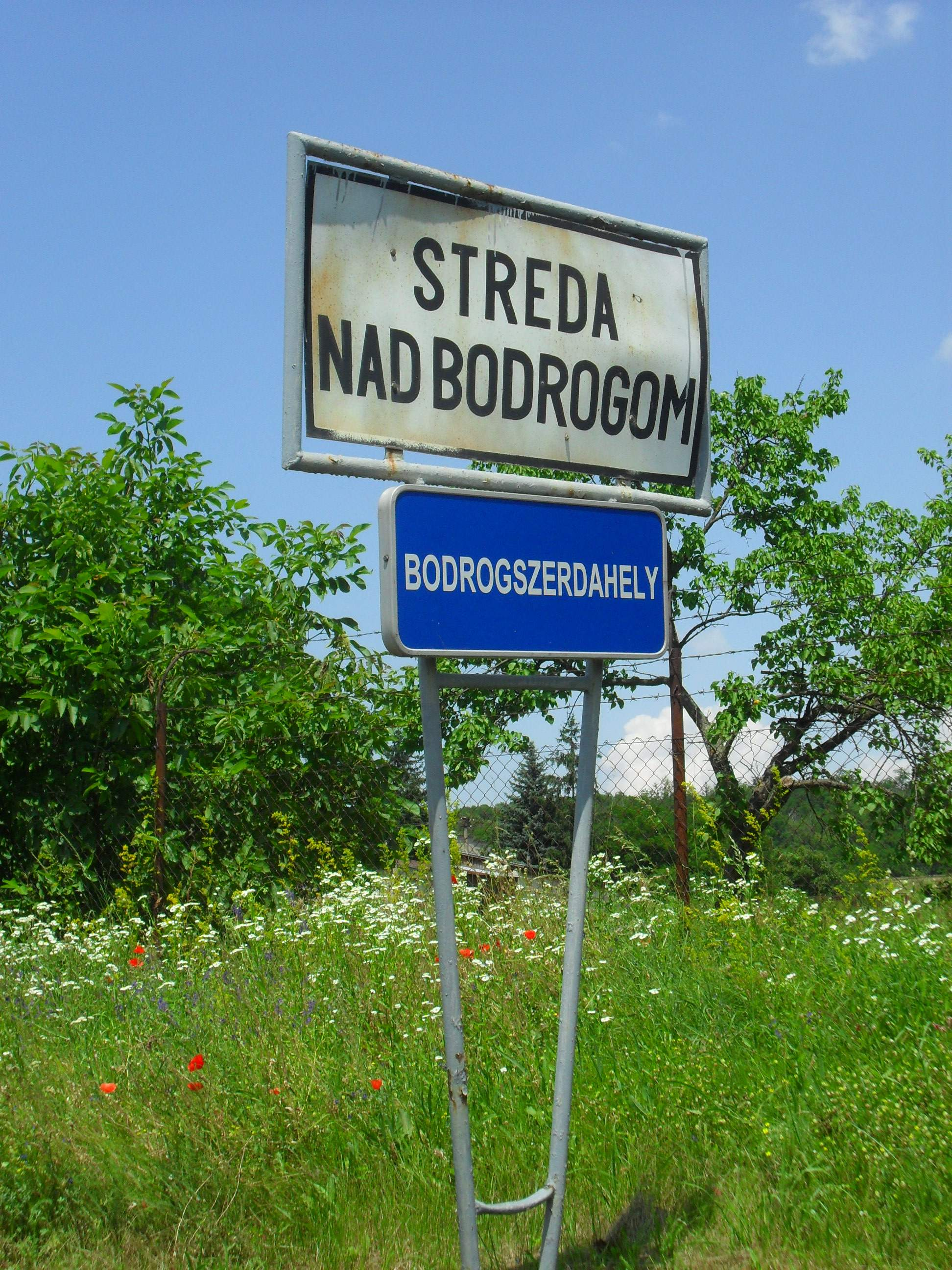
Kétnyelvű helységnévtábla

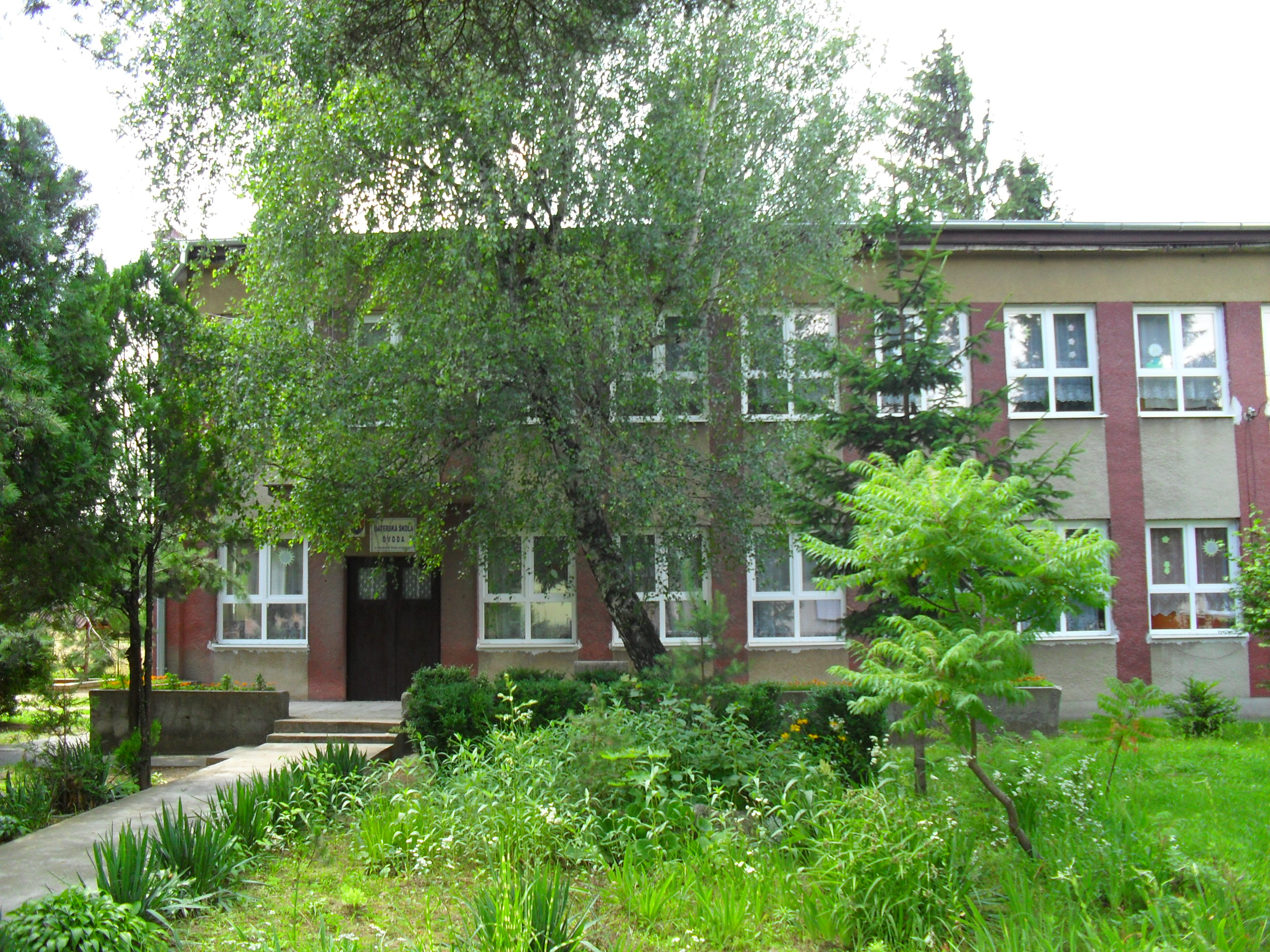
Óvoda

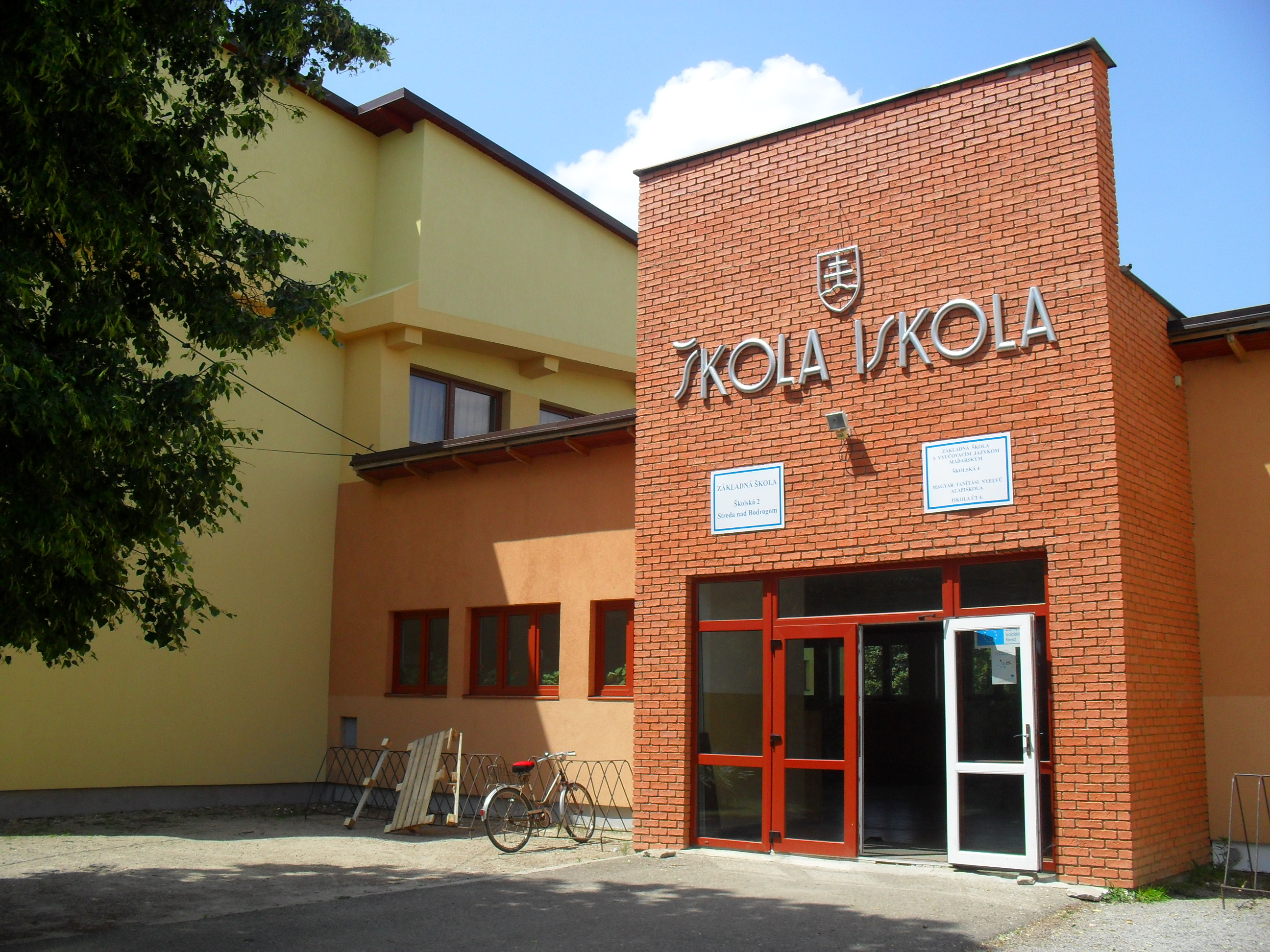
Alapiskola

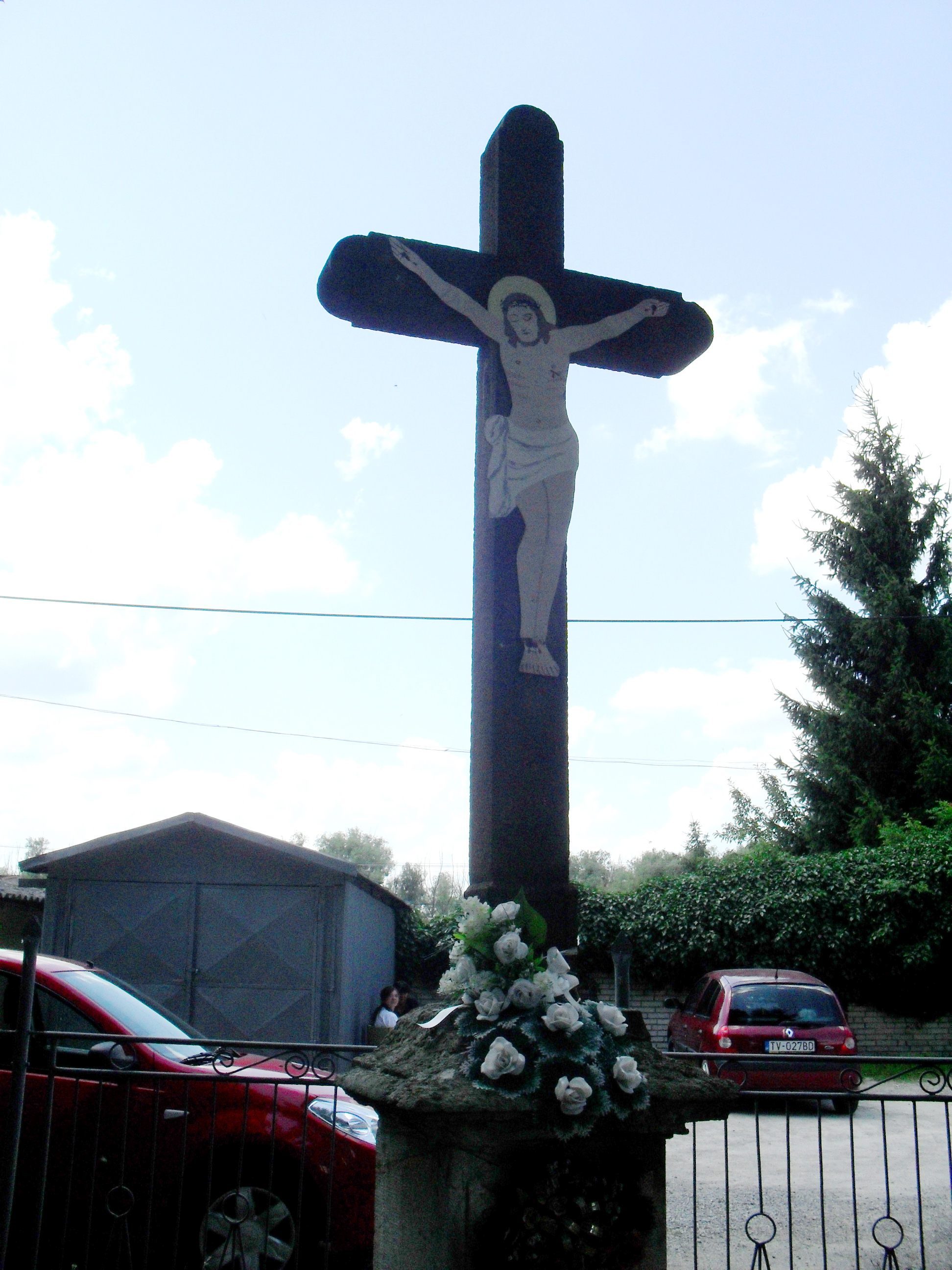
Feszület a görögkatolikus templom előtt

Bodrogszerdahely község Szlovákia délkeleti csücskén helyezkedik el. Ma a Kassai kerülethez (1996-ig Kelet-szlovákiai kerület), ezen belül a Tőketerebesi járáshoz (okres Trebišov) tartozik. A falu termőföldjei délről Magyarországgal határosak. Királyhelmectől 20 km-re délnyugatra, a Bodrog bal partján fekszik.
A falu és a szomszédos magyarországi Karos közt európai uniós támogatással összekötő út épült.

## Domborzata
A település felszíne változatos, folyók, magaslatok és síkvidékek találkozásánál található. A Bodrog folyó középső részének bal partján, a folyót átszelő egyetlen közúti hídtól dél felé húzódik mintegy 3,5 km hosszúságban. Nyugatról a Bodrog holtágai szegélyezik, délről az Alföld pereme, keletről északi irányba a Tarbucka dombjai határolják. A község új lakónegyedei felhúzódnak a dombság nyugati lejtőire.

## Éghajlata
Szlovákia a mérsékelt égövben helyezkedik el, így ezen a területen az atlanti és kontinentális klímazónák találkoznak. A kontinentális hatás 32%-ot tesz ki, a meleg éghajlat jellemző. Az évi átlaghőmérséklet 9,5 °C, a nyári 24,5 °C. Az egy évre jutó átlagcsapadék 500 mm, ebből a nyári időszakra csak 200 mm jut. A száraz időjárás jellemző. A hótakaró vastagsága nagyon változó, nem haladja meg az átlagos 10 cm-t. A csapadékmentes napok száma átlagosan 50, de az utóbbi években e napok száma szaporodott. A napsütéses órák száma évente 1500-1700 óra. Az északkeleti szél az uralkodó. A tavaszi hónapok jóval szelesebbek.
A mikroklíma erősen befolyásolja a növényzet fejlődését, főleg a tavaszi hónapokban. Míg a déli dűlőkön fakadnak a rügyek, az északi árnyékos oldalakon még jég és hó található.

## Története
A régészeti leletek tanúsága szerint a település területe a paleolitikum óta lakott.

### Rézkor
- i. e. 55. század – i. e. 23. század

Az ezt (Újkőkorszak) megelőző időszakban (korai, kései őskor, átmeneti kőkor) a környéken megjelenő ember inkább a Zempléni-szigethegység délkeleti csücskén, az obszidián-lelőhelyeknél telepedhetett le (Zemplén, Céke, Szürnyeg). Az újkőkor kezdetén az embertörténet egyik legjelentősebb változása ment végbe. A vadász-halász gyűjtögető életformát felváltotta a földművelő-állattartó életmód. Az első földművelők délkelet felől érkezhettek e tájra. A Szerdahely határában található Kompos-dombról kerültek elő azok a cserépmaradványok, amelyeket a szakemberek a bükki műveltséghez soroltak.
- i. e. 23. század – i. e. 19. század

Bodrogszerdahely ebben a rézkorban nevezett időszakban folyamatosan lakott hely volt. Ezt az archeológusok az itt talált bodrogkeresztúri műveltség bizonyítékaival támasztották alá. Ezt követően a badeni kultúra népe lakta a vidéket, akik a fennmaradt leletek alapján a háziállatokat már nemcsak táplálékforrásul, de igavonásra is használták. A kiemelkedő magaslatokon erődszerű településeket hoztak létre (Kompos-domb és a Bak-hegy északnyugati csücske). A vidéken később a péceli csoportként behatárolható népesség élt. A rézkor utolsó szakaszában egy újabb műveltségű, délkeletről érkező nép lépett ezek helyébe. A szlovák régészet nyírség–zétényi csoportként tartja őket számon. A halottégetés ekkor vált általánossá, szép díszítésű nagy edényeket használtak és ekkor terjedt el a szövés is.
- i. e. 19. század – i. e. 7. század

A fém használata ebben a korban, a bronzkorban vált általánossá. A péceli pásztornépet kiszorította egy délkelet felől érkező földműves csoport, egy harcias lovas nép, amelyeket a füzesabonyi műveltséghez soroljuk. 1955-ben Belo Polla feltárta a Bakk-hegy északnyugati részén a temetkezési helyüket, összesen 69 sírt (vegyes hamvasztásút és csontvázasat). Viszonylag bőséges kerámiai anyagot találtak (tálak, köcsögök, gazdag díszítésű fazekakat, melyeket kézzel formáztak). Ebből az állapítható meg, hogy fejlett egyedi fazekas mesterséggel rendelkezett ebben a korban a szerdahelyi nép. Bronz ékszerekből nagyon gyér a lelet. Sajnálkozva kell megemlítenünk, hogy a terület korábban elpusztult, mielőtt még feltárták volna (homokbánya és „cigánytelep”). Ebben az időszakban a Kompos domb is e-kultúra népének volt az élőhelye.
Ezt követően a fejlettebb pilingi műveltség hagyott nyomokat környékünkön, így Bodrogszerdahelyen is. Ezek fejlett kohászatról és cserekereskedelemről árulkodnak Jellemző kerámiaedényük a nagy, kétfülű amfora. Bóna István régész szerint a füzesabonyi lakosság maradványai a korábban alávetett hatvani lakossággal új egységgé szervezkedett, melyet bodrogszerdahelyi csoportnak nevez
A késői bronzkorban a gávai műveltség nyomai lelhetők fel Bodrogköz szerte. A szlovák régészek itt azonosítják az első etnikumot: a kimmereket.
- i. e. 7. század

Az új fémről, a vasról elnevezett időszakban egyéb jelentős változások is létrejönnek. A kultúrák helyett most már etnikumokról beszélhetünk. Megjelennek az írásos emlékek. A fazekaskorong feltalálását is kisebb forradalomként könyvelhetjük el. Bodrogközben megjelennek a szkíták és a trákok.
- Az i. e. 3. század – i. e. 2. század fordulóján nyugatról megjelenik a kelták ősi törzse. A korábbi szkíta és trák telepeseket nem irtják ki, hanem magukba olvasztják, érvényesítve civilizációs fölényüket.
- Időszámításunk előtt egy ugyancsak magas kultúrájú népcsoport érkezik (germán törzsek przewoy kultúrkörből) délkelet felől: a dákok, akik gyorsan összeakadtak a keltákkal, meg talán a szarmatákkal is – egy sajátságos kultúrát hozván létre, melynek központja Zemplén maradt. A vasat helyben dolgozták fel kis kohókban, melyet meg is találtak a régészek. Mint azt a történelemből tudjuk, ekkor a római sas uralta az ismert világ nagyobb részét. Vidékünkre nem jutottak el a római légiók, de élénk kereskedésekről árulkodnak a gazdag pénz-, illetve kerámialeletek (bögre CAIUS felirattal) a bakhegyi telephelyről. Ekkortájt már a germán vandálok törzse is itt tartózkodik, bár a kelta-dák elem bizonyíthatóan fennmaradt.
- 3. század: Leírások említik, hogy germán törzsek jártak területünkön. A gepidákról tudjuk, hogy a 3. század végén megtelepedtek a Tisza felső folyásánál.

### Középkor
- 6. század – 10. század: Erre az időszakra helyezik a történészek az avar, illetve a szláv lakosság megjelenését. Míg az avarok az egykori források szerint gyorsan elfoglalták a Kárpát-medencét, a szláv népcsoportok esetében inkább egy lassú beszivárgást feltételeznek a történészek. A szláv jelenlétről a megtalált sírleletek, illetve településmaradványok és kerámia cserepek árulkodnak. Bodrogközben több elnevezés is a szlávok ittlétével hozható kapcsolatba. Leletekkel lehet bizonyítani a 670-es évek körüli időszakra helyezett onogur népesség nagy tömegeinek érkezését vidékünkre.
- 895–1000: Ebből a korból, melyet a magyar történelemírás honfoglalásként említ, gazdag leletanyag áll rendelkezésünkre. Egyeztetve az írott forrásokkal (Anonymus) egyértelmű, hogy a Vereckei szoroson bejutott néptömegnek Bodrogköz lett első hatalmi központja, legalább egy-két generáció ideig. Bár valószínű, hogy a bevonulás nem kerülhette el a harci cselekményeket, de semmi sem utal arra, hogy Árpád magyarjai kiszorították volna az eredeti lakosságot. Feltételezhetjük, hogy ezek zöme beolvadt a jövevények közé. Az egész Bodrogköz területén – beleértve a Bodrog jobb partját – nagyjából 27 honfoglalás kori temető feltárásáról tudunk gazdag leletekkel (Karos, Zemplén, Vécs). 1938–41 között a bodrogszerdahelyi Bakhegyen és a Csipkésen végzett régészeti feltárások tanúskodnak a magyarok itteni letelepüléséről. 1941-ben a falu melletti Bálvány-hegyen levő temetőben honfoglalás kori sírokból egykori bőrtarsolyhoz tartozó bronzveretek kerültek elő.
- 1000–1200: A magyar királyság megalakulásával a Bodrogköz Zemplén vármegyéhez tartozott, amelynek a központja és névadója a megerősített és templommal ellátott ősi földvárról híres község. Ebből a korból a vidéken néhány hatalmi harccal összefüggő adatokon kívül szinte semmilyen említésről nem tudunk.
- 1214. év: Fontos dátum, melynek köszönhetően ezentúl több írásos adat áll rendelkezésünkre. Ekkor II. András király megerősítő alapítólevelet ad a leleszi premontrei rend részére, megerősítve és jelentősen kibővítve a még 1180-ból, Boleszláv váci püspöktől kapott adománylevelét. A kolostor így hiteleshelyként szolgálja vidékünket.
- 1241. év: A mongol-tatár hadak átvonultak területünkön. Bár a lakosság egy része valószínűleg a közeli mocsarakba menekül, a pusztítás így is óriási lehetett. A korabeli tudósítások szerint a Bodrogköz a tatárjárás után jóformán lakatlan. A tatárjárás után újra kellett telepíteni vidékünket. IV. Béla ekkor hozza rendeletét a várak építéséről. Zemplént ekkor erősítik meg, de vannak feltételezések, hogy a nagykövesdi vár is ebben az időszakban épült, bár az 1280-as évek utáni dátum az elfogadhatóbb.
- 1273: Első írásos feljegyzés, amelyben az áll, hogy az ősi Baksa nemzetség, Simon fiainak és unokáinak (a község akkori urainak és lakosainak) a legszebb tulajdonsága az összetartás volt. Több, mint fél évszázadon keresztül közösen, egyetértésben gazdálkodtak vidéki birtokaikon. Ekkor „Zeredely” alakban említik. Neve valószínűleg a szerdai napi vásárokkal van kapcsolatban. Ekkor már valószínűleg állott a római katolikus templom, legalábbis a fennmaradt román kori déli portál egyértelműen erről tanúskodik. A 13. században már állott vára.
- 1323: Birtokelosztásról kapunk tájékoztatást a Soós nemzetséggel. A Baksa nemzetség egyik ága ekkor már felvette a községről a Szerdaheyi (Zerdahelyi) előnevet. A család birtokaként említi (tünteti fel) az Ompod (Zompod) települést is. Később a Katrony (1440) és a Tajbát nevek is előfördulnak. A szerdahelyiek ebben az időszakban építhették a család székhelyeként szolgáló várat.
- 1329: Legkorábbi írásos adat a templom meglétéről, mely Szent Péternek volt felszentelve. Nem sokkal ezután a püspöki adószedők (1332–1337 tájékáról) hírt adtak a templomról, és János, illetve András nevű papokról. A falut pedig „Zerdahel” néven említik.
- 1332-ben a határbejárási okiratban „Zeredahely” néven említették. A 14. század közepén már két faluként: „Eghazos-” és „Wasarus-” szerdahelyként szerepelt. Az egyik név a templomos, míg a másik a vásártartási joggal rendelkező községrészt jelezte. A középkorban birtokosai sűrűn váltották egymást.
- 1358: Reánk maradt jegyzék a Szerdahelyi család uradalmairól. Ebben „Eghazas” (egyházas) és „Wasarus” (vásáros) Szerdahelyt említenek.
- 1451: Huszita hadak (ún zsebrákok) kihasználva a zűrzavart – amelyet a Soós és a Szerdahelyi család között dúló birtokháború okoz –, elfoglalják a Kövezsdi várat. A husziták már 1428 és 1433 között is többször megjelentek a Bodrogköz környékén. Mátyás király csak 1459-ben űzi ki őket innen. Egy szép népmonda örökítette meg Mátyás király meg a Zompodi korcsmáros történetét ebből az időszakból.
- 1459: A Szerdahelyi család kihalásával az itteni birtokok a várral együtt a rokon Bocskayakra száll.
- 1526: A Mohácsi vészt követő időszakban vidékünk nem került a török hódoltság alá, viszont ki volt téve a portyázó hadak kegyetlenségeinek.
- 1557: Szerdahelynek 8 és fél portája van, és 5 zsellérje. A falu tulajdonosai között megjelenik Serédy Gáspár.
- 1598: Bocskay Miklós belső királyi tanácsos reneszánsz stílusban átépíti a várat, úgyszintén a közeli templomot is megerősítik, lőrésekkel látják el, és alagúttal összekötik a várral. Ebben az időben szerez itt birtokokat Bornemissza László, Paczoth Ferencz és Terjény Mihály. Bocskay Miklós 1621-ben meghal, és a helyi templomban temetik el, ahol sírja díszes vörös márvány fedőlapot kap. Ekkortájt a faluban 54 ház állott, ezzel Bodrogköz nagyobb települései közé sorolható.

### Korai újkor
- 1628: Az ősi templom a reformátusok kezére kerül, egészen a 16. század végéig. Ekkorra már eléggé feszült a helyzet, a reformáció hívei, illetve a hatalom ellenreformációs erői között.
- 1647: Királyi kegyből a Bocskay birtok zöme a Vécsey család tulajdonába kerül, de a vár továbbra is az előzőek kezében marad. Zemplén vármegye ekkor váltakozva egyszer az Erdélyi fejedelemséghez tartozik, máskor a császárság része.
- 1670: Az egy évtizede itt tartózkodó császári katonaság igazi megszállóként viselkedik. A császári önkény korlátozni szeretné a magyar rendek szuverenitását. Ekkor tör ki az úgynevezett Wesselényi-összeesküvés, amelyben tevékenyen részt vállal Bocskai István főispán, Szerdahely ura. A császári hadak Spork tábornok vezetésével egyesülve, a Barkóczi gróf vezette nemesi felkelő sereget Bodrogszerdahelynél megfutamította. Bocskai életét mentve, dézsmás hordában menekült Erdélybe. (A várat és valószínűleg a templomot is lerombolják.) Javainak konfiskációjára 1672-ben kerül sor. (A reánk maradt összeírásban 58 jobbágy szerepel.) A várromot a Vécseyek kapták. Ennek helyén 1700 körül báró Vécsey László barokk kastélyt építtetett a torony és néhány fal felhasználásával. A védművek-bástyák ekkor még állottak. I. Lipót uralkodótól a Vécseyek is (úgy mint a Bocskayak) megkapják a pallosjogot. Szerdahely ekkor opidiumként (mezőváros) szerepel a korábbi iratokban, ahol Zemplén vármegye hatóságai tartották a megyegyűléseket. 13 mesterséget űző személlyel Szerdahely messze kiemelkedik a többi környékbeli falutól.
- 1690: Egy peres iratból hírt kapunk Szerdahely határában levő Malodgya, Tajba és Katrony tavak halászati jogairól. Egy korábbi irat 1642-ből egy a templomnál található tavat is említ (Panyik?), amelyet szintén halásszák.
- 1703: A Thököly-féle kuruc háborúk, illetve a hegyaljai felkelés után ekkor kezdődött a II. Rákóczi Ferenc (született a szomszédos Borsiban) féle szabadságharc a vidéken. Az elégedetlenségre kezdetben a császári katonák kegyetlensége, a rekvirálások adtak okot. Bár igaz, hogy később a kuruc seregek ittléte is a köznépet terhelte. A vidéken már korábban is több járvány pusztított, de az átvonuló hadak után ezek még gyorsabban terjedtek.
- 1710: A romos templom hajójára ez idő tájt kerül újból tető, de a szentély továbbra is romokban hevert. Korabeli feljegyzések szerint a szentély romos falai között ember nagyságú diófa nőtt. A templom ekkor már újra a római katolikusokat szolgálja.
- 1715: A pusztulásról az ez idő tájt készült összeírás árulkodik. Szerdahelyen 7 lakott házat jegyeznek, és 40 elhagyott portát. Zemplén megye 391 községében 5045 elhagyott lakhely található.
- 1738–1742: Pestis pusztít. Valószínű ezek után telepítik vidékünkre nagy számban a ruszinokat, akik görögkatolikus vallásúak voltak.
- 1774: Vécsey János generális rendbe hozatta az ősi templomot. A régi szentély fölött elhelyezett törpe torony pótlásául a templom nyugati oldalán új tornyot emeltetett barokk stílusban.
- 1784: Katonai térképészek mérik fel a határt. Ebből megtudhatjuk, hogy ebben az időben az ősi tölgyerdők még viszonylag nagy területeket foglalnak el, nemcsak a Tarbuczka domboldalán, hanem a falu déli határában is. Továbbá Szerdahely és Kiskövesd között egy nagy kiterjedésű mocsaras tó létezik. Maga a falu beépített része a római katolikus templom és a mai görögkatolikus templomot összekötő főút mentén található. Az első hivatalos népszámlálás adatai: lakóházak száma 77, családok száma 117, tényleges népesség 579. A vidéken megjelennek a Galíciából menekülő zsidók. Ebből az időből való a község címere.
- 1790: Ekkor építik az első református templomot (1810-ig szolgál) a Borbély család birtokán. Az Orosz család barokk kastélya is ebből az időszakból való. Birtokaik vannak a faluban még az Ibrányiaknak, Szőgyenyieknek és Csukaiaknak is.
- 1794: A Bodrogszerdahelyi vízimalom leírás szerint valószínűleg a Kompos hegy közelében volt (a szomszédos dűlőt még ma is Malomhomoknak nevezik). Egy 1804-es összeírás már 2 malomról tesz említést.
- 1796: A 18. század végén Vályi András így ír róla: „SZERDAHELY. Elegyes falu Zemplén Várm. földes Urai Ibrányi, Zoltány, és több Urak, lakosai katolikusok, oroszok, és reformátusok, fekszik Nagy Kövesdhez közel, Szöghöz nem meszsze, határja 2 nyomásbéli, és a’ természetnek tsak nem minden ajándékaival bír; folyó, és álló vizében van halászó, és tsikászó helye, malma, erdeje, szőleje, épűletre alkalmatos köve van, piatza Patakon 2, Újhelyen 1 1/2 mértföldnyire; barmokat is nevelnek. Nevezetes Mirczbán Váráról, mellyben Miczbánnak egyszerre hét fijai születtek, kik közzűl még mostan is Vécsey, és Sós Familiák virágoznak; a’ Szerdahelyi, Szürti, Bocskay, és Raskay Familiák pedig, kik innen neveztettek, elfogytak.”[2]

### Újkor
- 1800: Ebben az időszakban épülhetett a barokk-klasszicista stílusú görögkatolikus templom értékes ikonosztázionnal. Rá 10 évre már a református templom is létezik, ekkor még torony nélkül (ami 1844-ben készült el).
- 1824: Báró Vécsey Pál jogtanácsosaként működik falunkban a fiatal Kossuth Lajos.

 „Kossuth a Diéta előtt Bodrogszerdahelyen báró Vécsey Pál jogtanácsosaként szerény kis házat bírt lakásul, de ebben a minőségben a bárói család társaságában, a társalgások, csevegések, majd ügyeleti megbeszélések alkalmával kifejthette lángelméjének már akkor szembetűnő hatalmát. Vécsey Pál és neje Novák Sarolta hamar felismerték Kossuth kiváló talentumát és mindketten, de különösen a báróné állandóan hangoztatta a szomszédbeli arisztokraták előtt: – Valóban kár, hogy egy ilyen lángész, mint Kossuth, hozzá méltatlan viszonyok között tékozolja el lángeszének gazdag kincseit. Ennek az embernek méltóbb környezetben volna helye.
Kossuthot magát is több ízben megkérdezte, hogy miért nem megy Pestre vagy Pozsonyba, hogy legalább a külső előfeltételét megteremtse érvényesülésének. Kossuth ilyenkor állandóan azt felelte, hogy kénytelen családja érdekében, a biztos mindennapi kenyerét még saját vágyai megtagadásával is visszautasítani egy bizonytalan próba esélyeit. Nem egyszer kiáltott fel: – Leszek, mire a gondviselés hívott s ha ez megkívánja, halálomig bodrogszerdahelyi fiskális.
A nemeslelkű és szívjóságú úrnő vállalkozott arra, hogy megmutassa, miképp a gondviselés tényleg magasabb szereplést szánt Kossuthnak rábeszélte férjét, hogy Kossuth részére egyfelől a távollevők követeként mandátumot szerezzen, másfelől a sajátjukból annyit bocsássanak rendelkezésére, amennyi neki és családjának megélhetést biztosítsa az országgyűlés tartama alatt Pozsonyban. Ellenértékül csupán azt kérte a báróné Kossuthtól, hogy az országgyűlés eseményeiről időnként levélben értesítse. Kossuth a segélyül nyújtott kézben a kegyes végzet ujjmutatását látta. Kész örömmel és hálás szívvel fogadta az ajánlatot, és így került fel Pozsonyba. Kossuth ekkor az országgyűlés nevezetes eseményeiről sűrűn, egymást követő levelekben számolt be jótevőjének. Ezek a levelek annyira érdekesek voltak, hogy kis idő múlva már olyan eseményekké nőtték ki magukat Bodrogszerdahelyen, hogy olvasásukra a szomszédos Andrássy, Sennyei stb. családok tagjai mindannyiszor összegyűltek”  – Idézet a Tolnai Világtörténelemből (1908).
- 1829: Az ekkori népszámlálás adatai már egy dinamikusan fejlődő településről árulkodnak. A lakosok száma 1077, lakóházak száma 136, ami 1900-ig rekordnak számít.
- 1831: Zemplén és Sáros vármegyében 1831 nyarán kitör a kolerajárvány, amely főképp a szegényebb rétegekből szedi áldozatait. A hatóság próbálja megfékezni a járványt. Főképp a kutakat fertőtlenítik, amelyeket a szegény nép szándékos mérgezésnek tekint, ezért kitör a jobbágylázadás. Szentmária és Pálföldje lakosai a szerdahelyi Bodrog hídon elfogják és megkínozzák Mohácsi Lajos ispánt. A megtorlás kegyetlen, 150 embert akasztottak fel a rögtönítélő bíróságok a lázadás területén. A kolerajárvány következtében Szerdahely lakosságának csaknem a fele elpusztul. Az áldozatokat a Kolerás dűlőben temették el. A nemzet kiemelkedő személyiségei az események hatására kezdik emlegetni a reformok szükségességét.
- 1832. december 5-e, Vécsey Pál megbízólevelének kelte, mellyel Pozsonyba, az Országgyűlésbe küldi „absentium ablegatus”-ként (távollévők követeként) a fiatal Kossuthot.
- 1847: Petőfi Sándor szép útleírása vidékünkről: „Széphalomról becsavarodtam a Bodrogközre. Országútnak híre se sincs, csak úgy őgyelegtünk faluról falura. Különben nem untam meg magamat, mert a Bodrogköz szép, gazdag vidék. Nyugat felől túl a Bodrogon látszanak a hasonlíthatatlan szépségű Sátorhegyek Újhely mellett, innen a Bodrogon erdős rónaság. Itt is, ott is egy kis erdő, azok között termékeny földek magas sárga gabonávalvirító zöld mezők, rajtok egy-egy kis tó, szélén sás, tisztáján pedig fejér vízi liliomok, s fölötte jajgató sirályok lengetik hosszú szárnyaikat apró barátságos alakú faluk, a házak között sudár jegenyefák, s a házak előtt vidám, ép legénység és szép takaros leányok”.
- Fényes Elek 1851-ben kiadott geográfiai szótárában így ír a faluról: „Szerdahely (Bodrog-), magy.-orosz falu, Zemplén vmegyében, 285 r., 414 gör. kath., 306 ref., 21 zsidó lak., gör. kath., ref. anya-, r. kathol. fiók-szentegyházzal, 1231 hold szántófölddel, vizimalommal. F. u. többen. Ut. p. Ujhely.”[3]
- 1858: Úgynevezett „II katonai felmérés” térképén községünk már Bodrog Szerdahelyként szerepel. Később egybeírva használják.
- 1870: Nagy tűzvész pusztít községünkben.
- 1872: A község határában építik a vasútvonalat. Megépült a vasútállomás, de a községgel összekötő út mentét csak fokozatosan építik be.
- 1888: A Bodrog folyónak úgynevezett Szerdahelyi kanyarát ekkor metszi át az 1846-ban alakult Bodrogközi Tisza Szabályozó Társulat. Ez jelentősen megváltoztatja a község arculatát. A szabályozás, illetve az árvízi és belvíz mentesítési munkák hatása, a község határának kihasználása is nagyot változik A mezőgazdasági termelés alá vont területek jelentősen megnövekedtek. A földesurak között ez idő tájt báró Vécsey Gyulát, Orosz Sándort és báró Jósika Jánost említik.
- 1890: Tűzvészben csaknem a község összes lakóháza leég.
- 1896: a faluban megkezdi működését a Községi Iskola, amit később államosítottak.

### Legújabb kor
- 1900: Népszámlálás adatai: népesség 1437 fő (680 férfi és 757 nő), lakóházak száma 125, iparosok száma 76, kereskedők száma 7. Mindez egy újabb fellendülésről árulkodik. Ekkortájt építi a helyi zsidó közösség a zsinagógát, amely 1945 után magtárként szolgál, végül az 1970-es évek elején lebontják. Báró Jósika Sámuel a század elején eladja birtokait báró Maillot de la Treille részére.
- 1905: Borovszky Samu monográfiasorozatának Zemplén vármegyét tárgyaló része szerint: „Bodrogszerdahely, bodrogmenti kisközség, melynek lakosai magyarok. Van 125 háza és 1437 lakosa, a kik róm. kath., gör.-kath. és ev. ref. vallásúak, de a görög katholikusok vannak a legtöbben. Legősibb neve Zeredey alakban bukkan fel, de már a XIV. században két Szerdahelyt különböztetnek meg, Egyházas és Vásáros jelzőkkel. Innen vette nevét a Szerdahelyi család, mely 1358-ban már ura volt. 1438-ban a Sóvári Soós családnak is van itt része. 1443-ban Ronyvai Miklós és a Kozmafalviak is birtokosai. 1459-ben a Szerdahelyiek része a velük rokon Bacskayakraszállott. 1512-ben Csebi Pogány Zsigmond, 1528-ban Zerdahelyi László szerepelnek birtokosokként, de az 1598-iki adóösszeírás szerint Bacskay Miklós, Bornemisza László, Soós István, Ferencz és Albert özvegye, továbbá Paczoth Ferencz, Szürthey Miklós özvegye és Terjény Mihály a birtokosai. 1600-ban a Daróczyakat is itt találjuk, s 1629-ben a Csapaakat is. 1647-ben a Bacskayak birtokrészére a báró Vécsey család kapott kir. adományt, míg egy kisebb rész a Bacskayak és a Soósok birtokában maradt. Ez időtől nagyobb részét a Vécseyek birtokolják, de a mult század elején az Ibrányiaknak, Oroszoknak, Szögyényieknek, a Csuka és a Borbély családoknak és a Ramocsaházyaknak is van itt birtokuk. Most báró Vécsey Béla és báró Jósika Sámuel a birtokosok, de az utóbbi a maga részét legújabban eladta. Ott, a hol most báró Vécsey Béla nagy kastélya van, állott hajdan a Szerdahelyiek ősi vára, melyet Spork tábornok 1670-ben lerombolt. Akkori földesura, gróf Bacskay István főispán, Erdélybe való meneküléssel mentette meg életét a hóhérhaláltól. A kastély egy része a vár maradványa, melyet 1700 körül Vécsey László alakíttatott át kastélylyá. A régi várfal egyes részei még ma is láthatók. Hajdan szabadalmas hely volt és a Vécseyek ide I. Lipóttól pallosjogot is nyertek. 1870. körül a községben több mint a fele leégett. Három templom van a faluban. A róm. kath. templom, az ősi templom helyén, 1600 körül épült. A templom falában látható Bacskay Miklósnak 1621-ből való érdekes sírköve. A gör. kath. templom a XIX. század elején, a református pedig 1700. körül épült. A lakosok hitelszövetkezetet tartanak fenn. Ide tartoznak Anna-tanya, Hídszög-tanya és Katron-tanya. Ez utóbbi a XV. századbeli Kattron község nevét tartja fenn, mely a XV. század végén már pusztaként szerepel s a Szerdahelyiek birtoka. Bodrogszerdahely határához tartozik a Zompod nevű közlegelő is, mely a hajdani Ompod, Zompod vagy Umpod helység nevét őrzi. Ez 1358-ban már possessio és a Szerdahelyiek birtoka. 1500-ban Thárczai Jánosé. Ugyancsak itt fekhetett valahol hajdan Tajba község is, mely a XV. század elején a Palócziak birtokaként van említve. 1440-ben a Szerdahelyiek az urai. A török világban pusztulhatott el. Bodrogszerdahely posta, távíró- és vasúti állomás.”[4]
- 1910: Az ekkori népszámlálás arról számol be, hogy a lakosok száma a 10 évvel korábbi adatnál csak 63 fővel gyarapodott (1500 fő), addig a lakóházak száma jelentősen, 83-mal növekszik (208 ház). Róth Adolf és fiai kisebb teljesítményű gőzmalmot épít, báró Maillot kőbányát nyit kőzúzó berendezéssel (1920-ban leszerelik).
- 1912: Elkészül a községünk határán átvezető kisvasút a cukorrépa termésének szállítására (1928-ban megszűnik).
- 1914: Kitör az I. világháború. Községünkből (1918-ig) 142 férfi vett részt a harcokban, közülük 30-an életüket vesztették, 78-an megsebesültek. Ennek emlékét őrzi a Turul madaras emlékmű a falu közepén.
- 1918: Az Orosz család eladja kastélyát a Fedinec családnak.
- 1919: Bodrogköz területén is kihirdetik a Tanácsköztársaságot. Ennek bukása után Bodrogszerdahelyről 12 forradalmárt internáltak a Terezíni erődbe.
- 1920:  A trianoni diktátumig Zemplén vármegye Bodrogközi járásához tartozott, majd a megalakult Csehszlovák Köztársasághoz csatolják. A lakosság nemzeti összetételét változtatván, úgynevezett kolonistákat telepít ide a csehszlovák állam Eperjes környékéről.
- 1924: Ősszel a Bodrog folyó átszakítja a védőgátat a Kompos hegy közelében A falu házainak 90%-a víz alá kerül. Leég a gőzmalom, amit később korszerűen újjáépítenek.
- 1930: A nagy gazdasági válság hatására megnövekszik a kivándorlók száma, főképp Észak-Amerikába. Községünkből mintegy 28 családfő kerül idegen országba. Felépül a mészégető üzem, amely mintegy 100 munkás számára biztosít munkalehetőséget.
- 1938: Az első bécsi döntés alapján visszacsatolják Magyarországhoz. A csehszlovák hatóságok 1938. november 5-én adták át a község bírájának, Helmeci Andrásnak a középületeket. A visszacsatolt felvidéki területekre bevonuló miskolci 7. dandár egyik alakulata a szomszédos Karos község határsorompójánál lépte át 1938. november 6-án a trianoni határokat. A helybéli és a karosi lakosok ünneplő tömege jelenlétében délelőtt 10 órakor nyitották fel a feldíszített sorompót. Ekkor vette kezdetét a honvédség biztosító előőrseinek bevonulása és áthaladása a nemzeti színű zászlókkal feldíszített ünneplő községen.[5]
- 1939: 47 hadköteles katona behívót kap a kirobbant II. világháború kezdetén.
- 1943: Megkezdődik községünk zsidó polgárainak deportálása az auschwitzi, buchenwaldi és majdaneki haláltáborokba. Az elhurcolt 146 személy (33 család) közül közel 90%-uk már nem térhetett vissza községünkbe.
- 1944: Befejeződik a Bodrogon keresztül vezető közúti híd építése, amelyet a 9 visszavonuló fasiszta egységek felrobbantottak. A közeli malom, vasútvonal és a mészégető is odavész. A bevonuló Vörös Hadsereg elől elmenekül Vécsey báró családja, amely Chilében telepedik le. December elején községünk 73 férfi polgárát viszik el ún. „málenkij robotra”, ahonnan 23-an nem tértek vissza. A háborúban 35 polgárunk vesztette életét.
- 1945: A háború után községünk ismét Csehszlovákia része lesz. Szomorú utójátékként a magyarok jogfosztottakká válnak az újjáalakult államban egészen 1948-ig. Az 1947-es ún. „fehér jegyzék” alapján községünkből 30 családot költöztettek ki marhavagonokban Magyarországra (Hajósra és környékére), továbbiakat pedig Csehországi területekre. Helyükre ruszin, illetve szlovák családokat költöztettek Magyarországból, Komlóskáról.
- 1961–1990 között Bodrogszög hozzá tartozott.

## Népessége
| Év:            | 1994. | 2004.   | 2014.   | 2024.   |
| -------------- | ----- | ------- | ------- | ------- |
| Emberek száma: | 2435  | 2430    | 2284    | 2257    |
| Eltérés:       |       | -0,20 % | -6,00 % | -1,18 % |

| Év:            | 2023. | 2024.   |
| -------------- | ----- | ------- |
| Emberek száma: | 2253  | 2257    |
| Eltérés:       |       | +0,17 % |

1880-ban 1013 lakosából 948 magyar és 42 szlovák anyanyelvű volt.
1890-ben 1106 lakosából 1050 magyar és 43 szlovák anyanyelvű volt.
1900-ban 1437 lakosából 1409 magyar és 23 szlovák anyanyelvű volt. 1900-ban 1437 fő (680 férfi és 757 nő) lakta.
1910-ben 1561 lakosából 1535 magyar és 10 szlovák anyanyelvű volt.
1921-ben 1677 lakosából 1516 magyar és 62 csehszlovák volt.
1930-ban 2011 lakosából 1190 magyar, 415 csehszlovák és 86 zsidó, illetve 205 állampolgárság nélküli volt. Ebből 740 görögkatolikus, 739 római katolikus, 355 református, 127 izraelita és 16 evangélikus vallású volt.
1941-ben 2049 lakosából 1938 magyar és 7 szlovák volt.
1991-ben 2252 lakosából 1515 magyar és 727 szlovák volt.
2001-ben 2459 lakosából 1476 magyar és 896 szlovák volt.
2011-ben 2239 lakosából 1216 magyar és 842 szlovák. Ebből 1571 magyar és 488 szlovák anyanyelvű.
2021-ben 2277 lakosából 1178 magyar (51,73%), 944 szlovák, 15 cigány, 5 cseh, 3 ukrán, 3 rutén, 3 lengyel, 1 német, 1 vietnami, 1 horvát, 123 ismeretlen nemzetiségű.

## Látnivalók
- Az országút feletti magaslaton áll a Szerdahelyi család egykori várkastélya, melyet 1670-ben Spork tábornok leromboltatott, majd az 1780-as években újjáépítették és a 19. század végén átalakították.[8] A kastélyt felújították és ma a községi hivatalnak ad otthont.
- Az Orosz-család egykori kastélya a 18. század közepén épült, a 19. és a 20. században megújították. Jelenleg nyugdíjas otthon.
- A falu római katolikus és görögkatolikus temploma is az Árpád-korban épült.

## Képtár

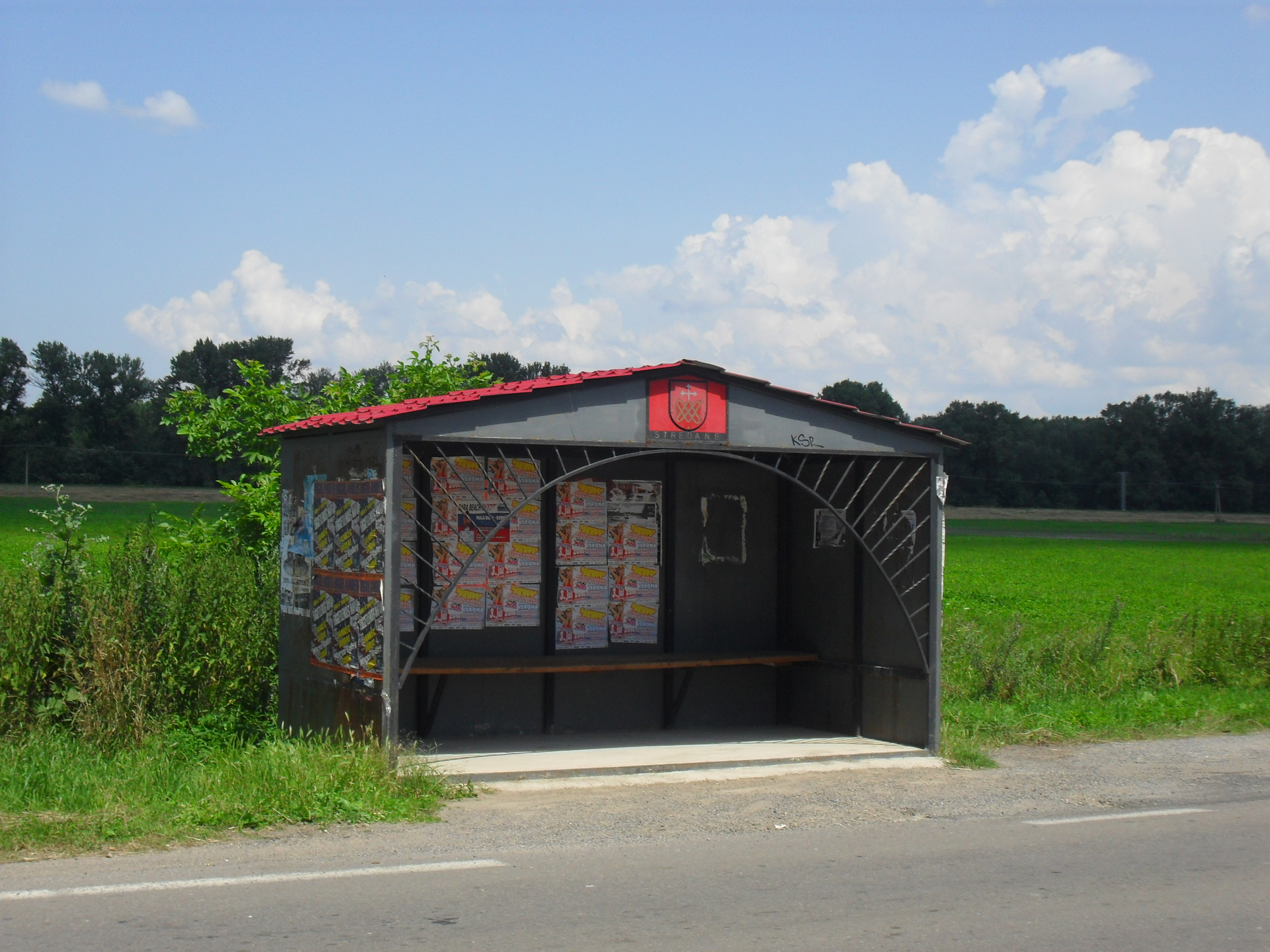
Buszmegálló
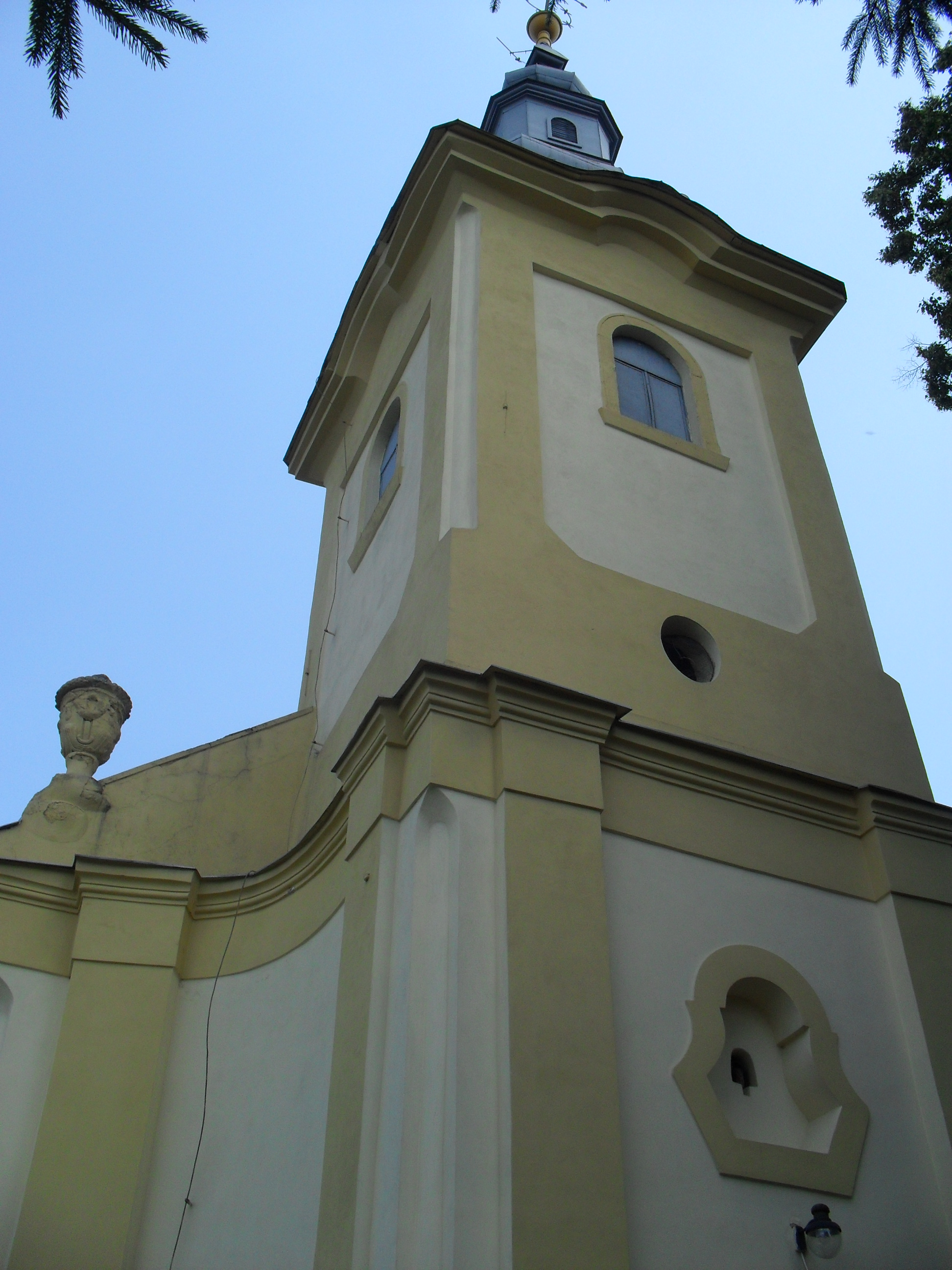
Görögkatolikus templom
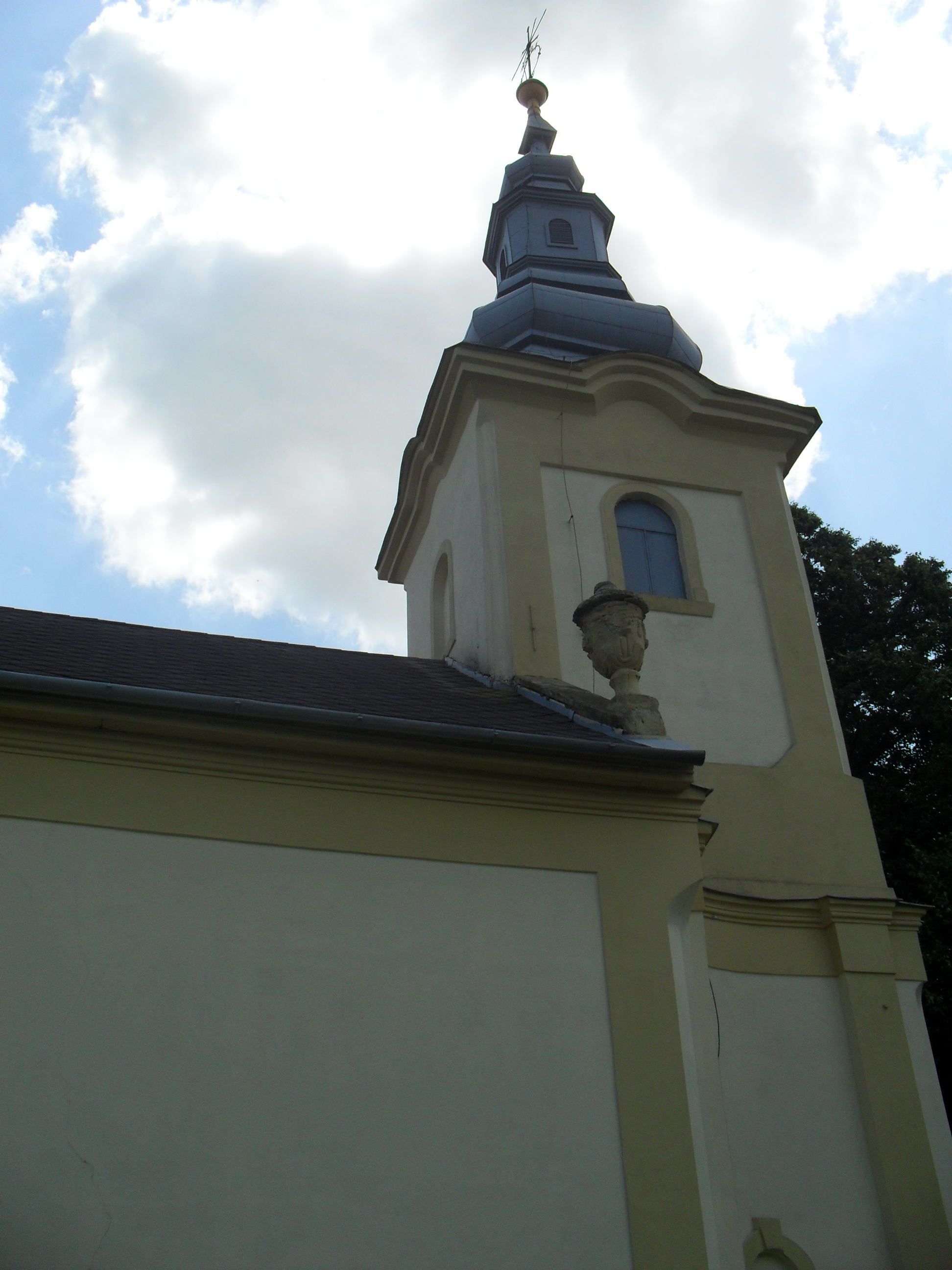
Görögkatolikus templom
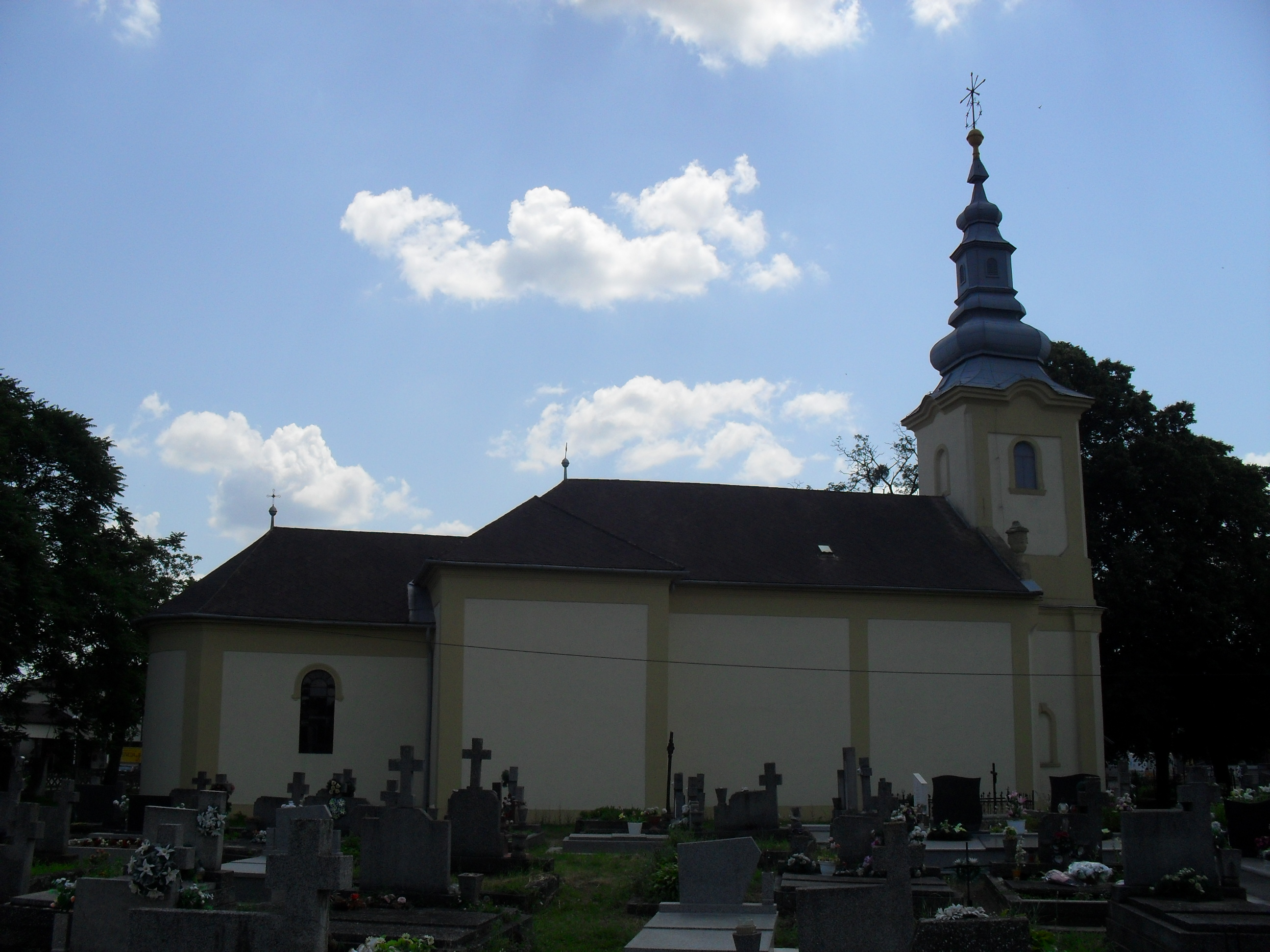
Görögkatolikus templom és a temető
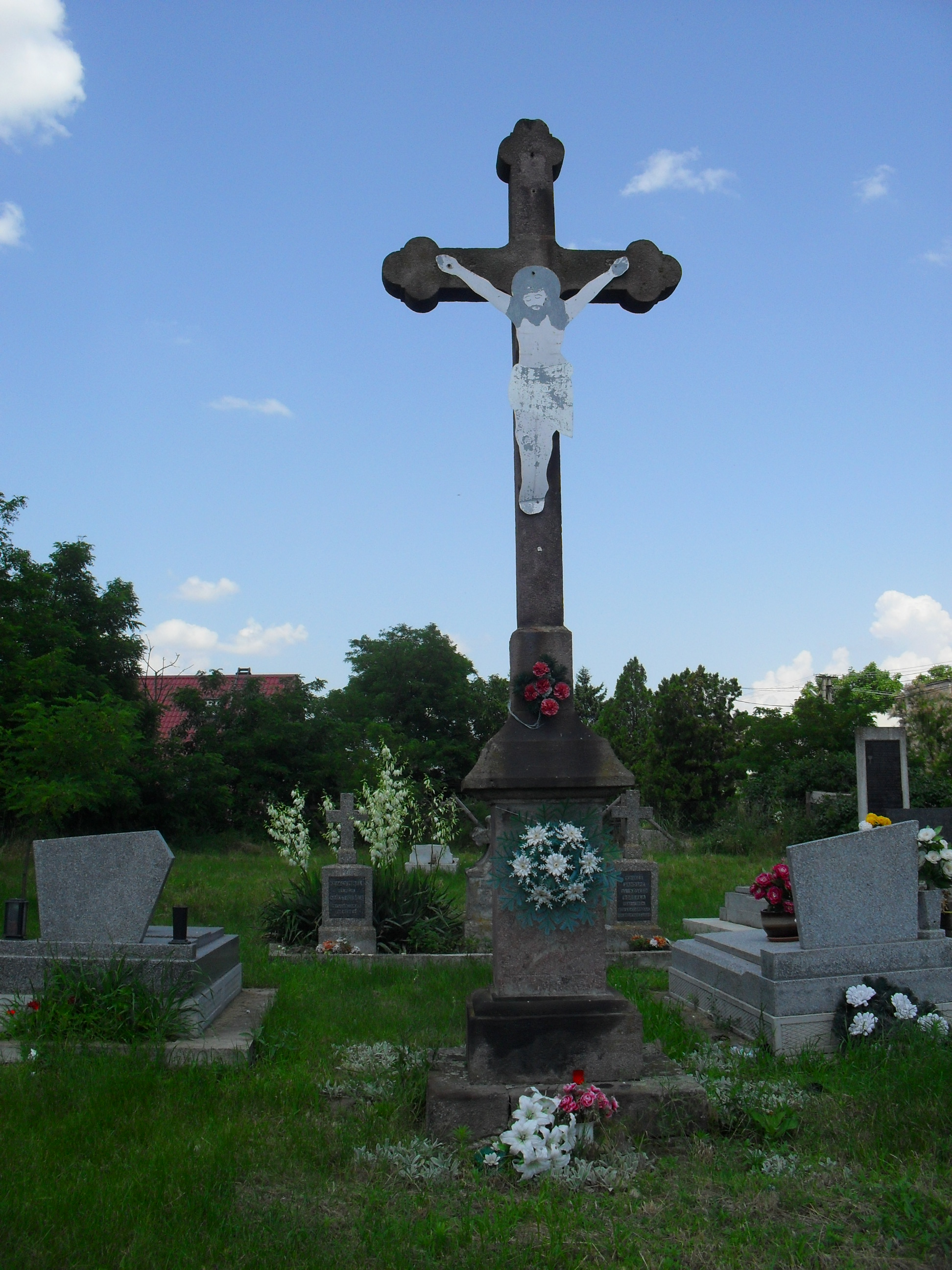
Temetői nagykereszt
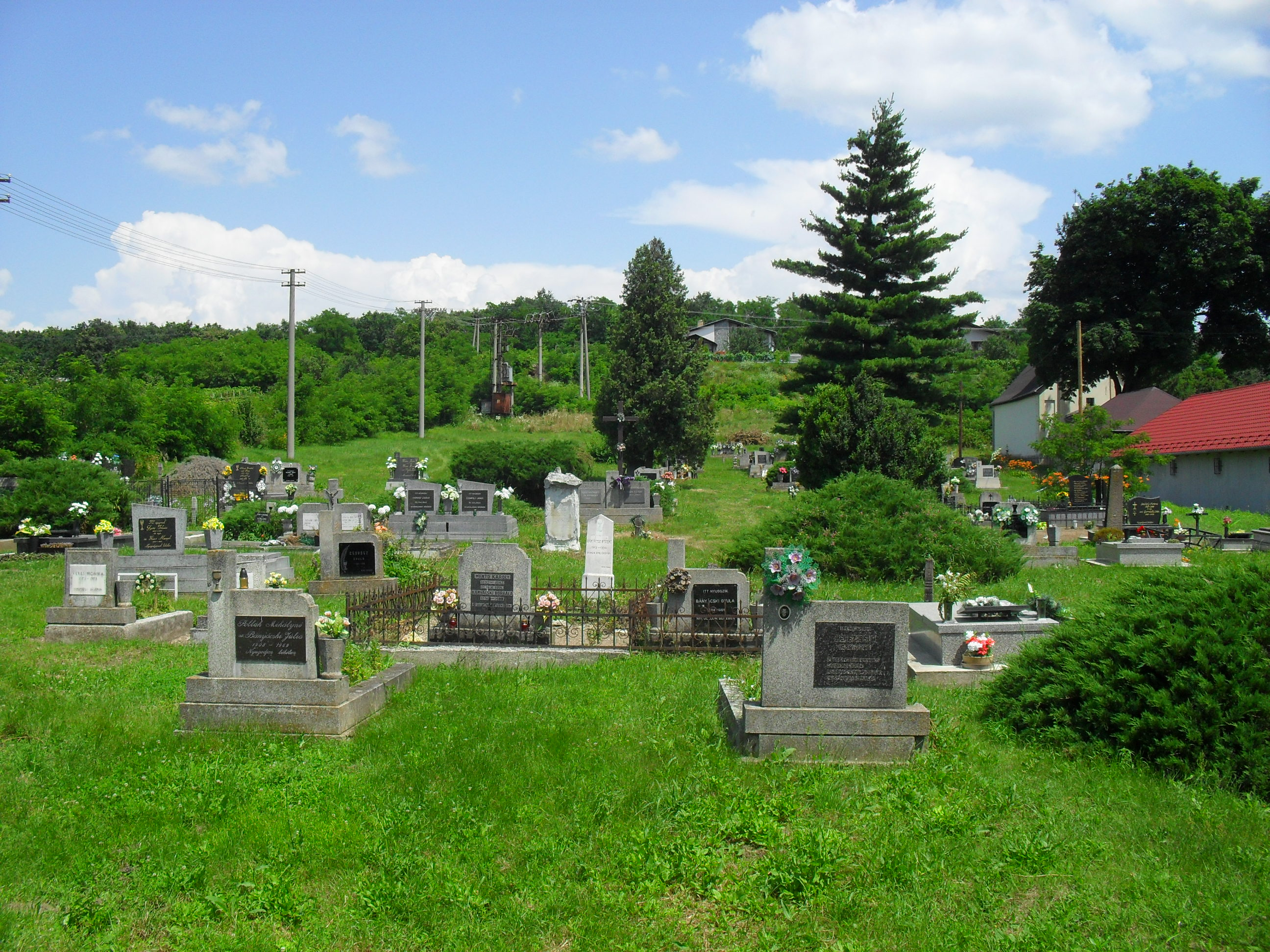
Református temető
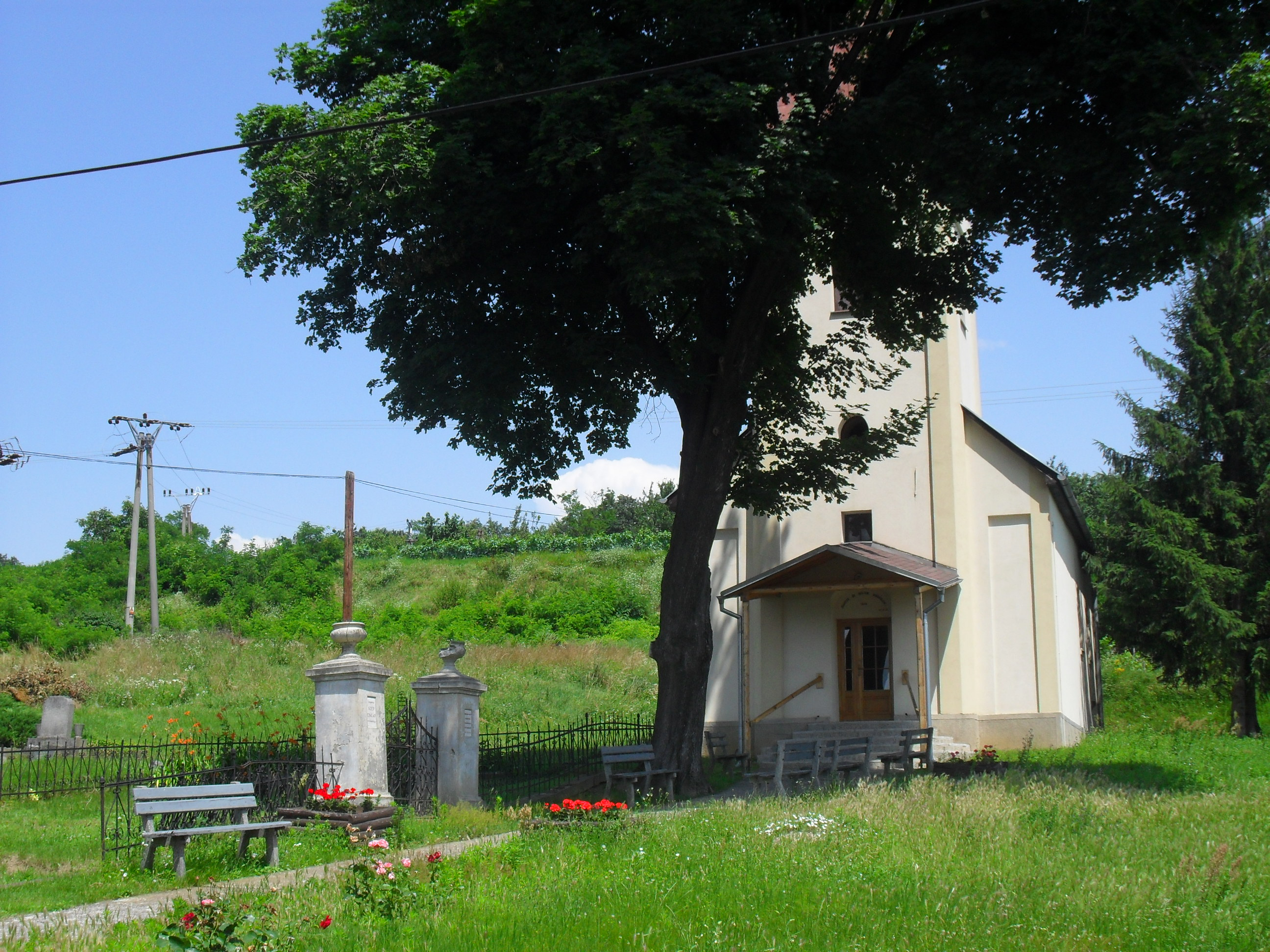
Református templom – bejárat
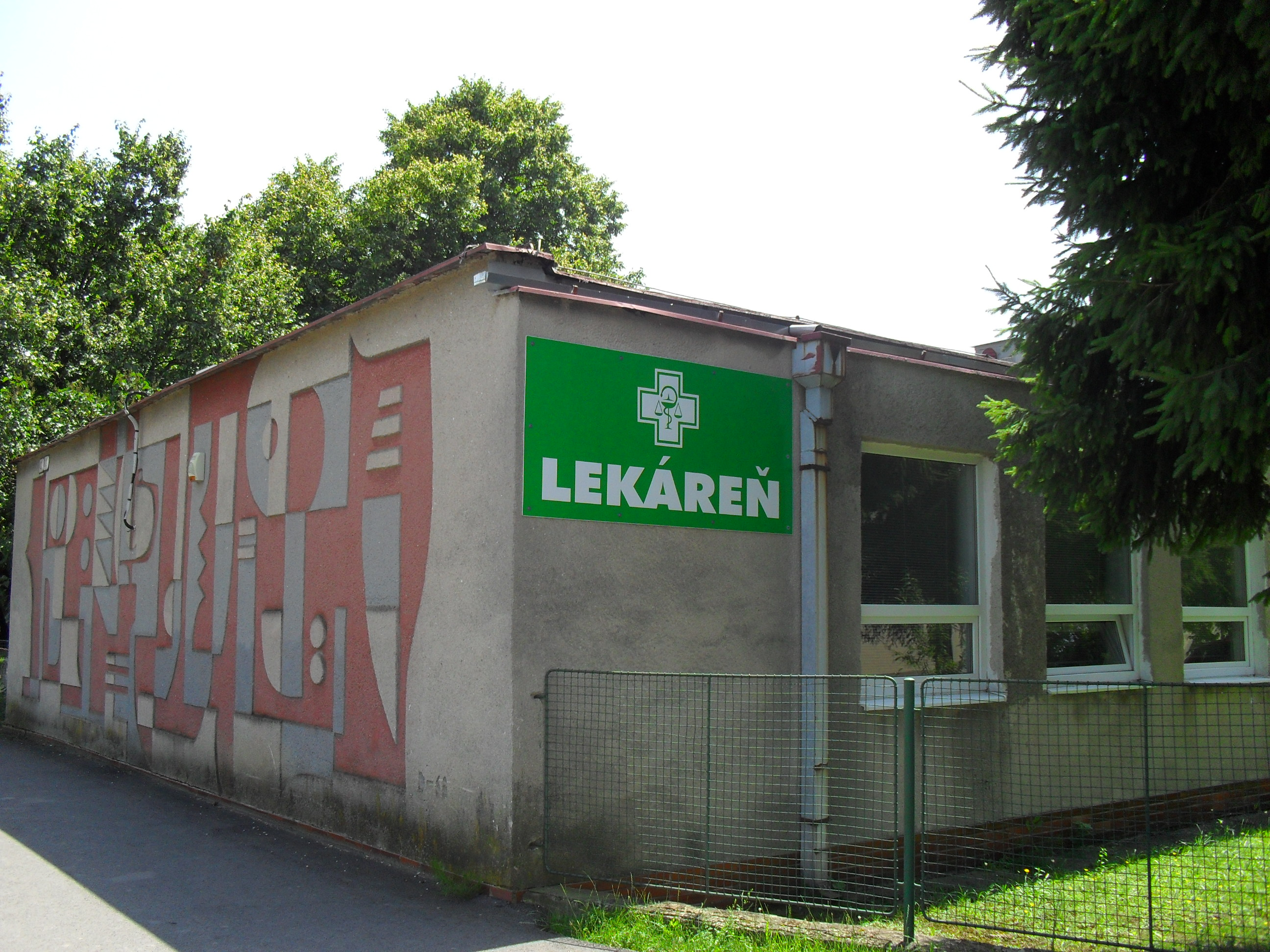
Gyógyszertár
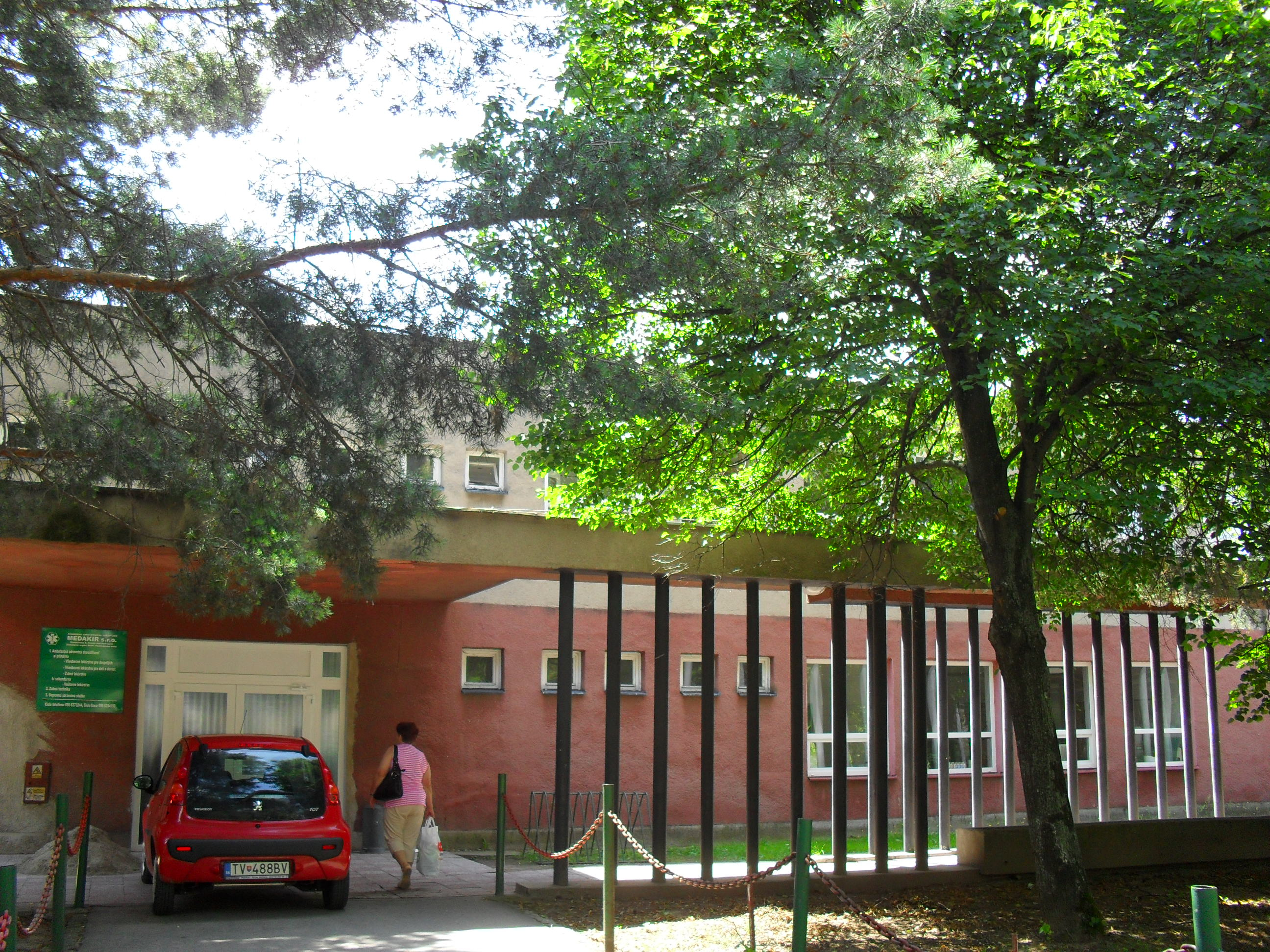
Egészségügyi központ
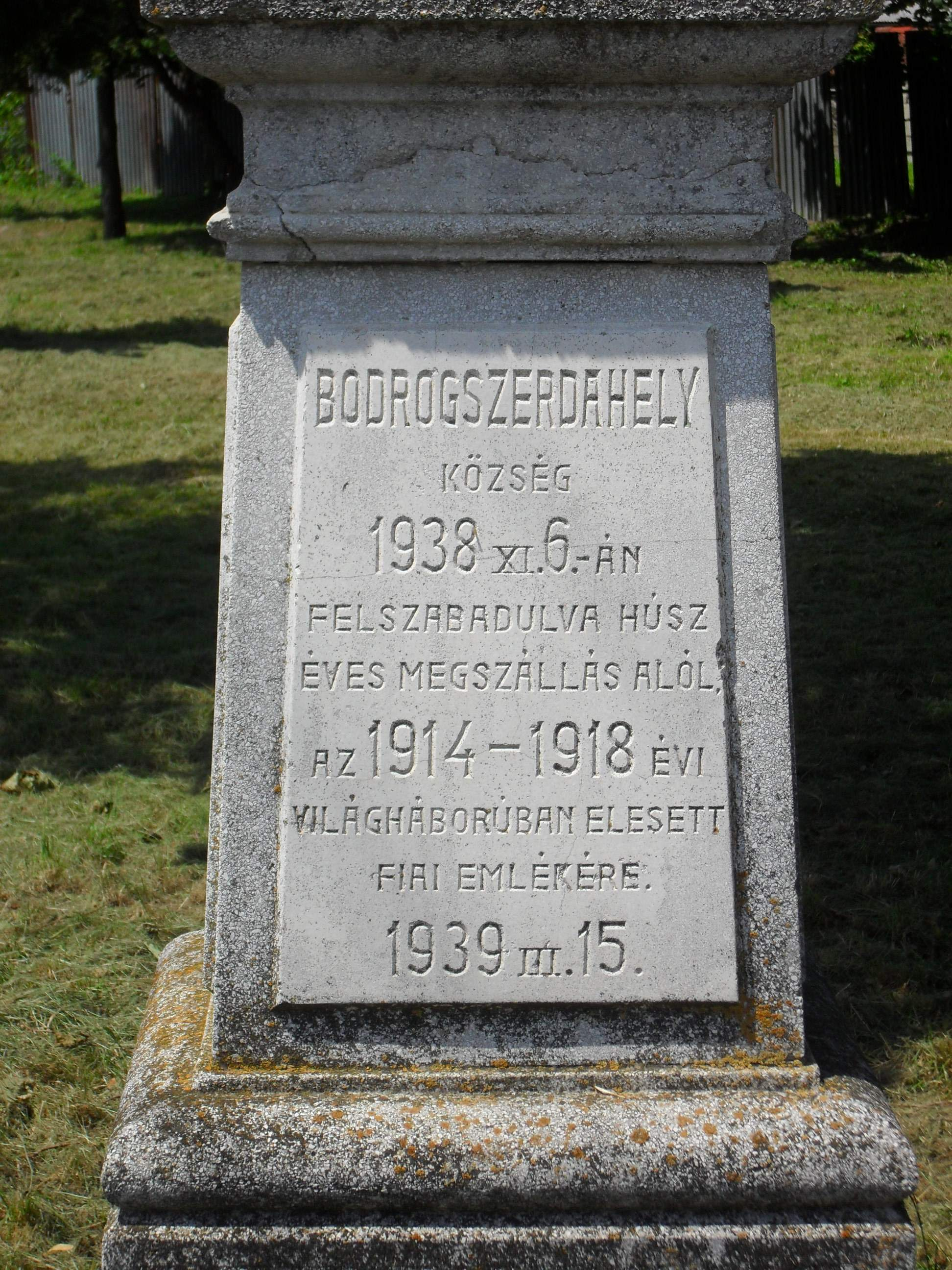
Első világháborús emlékmű – részlet
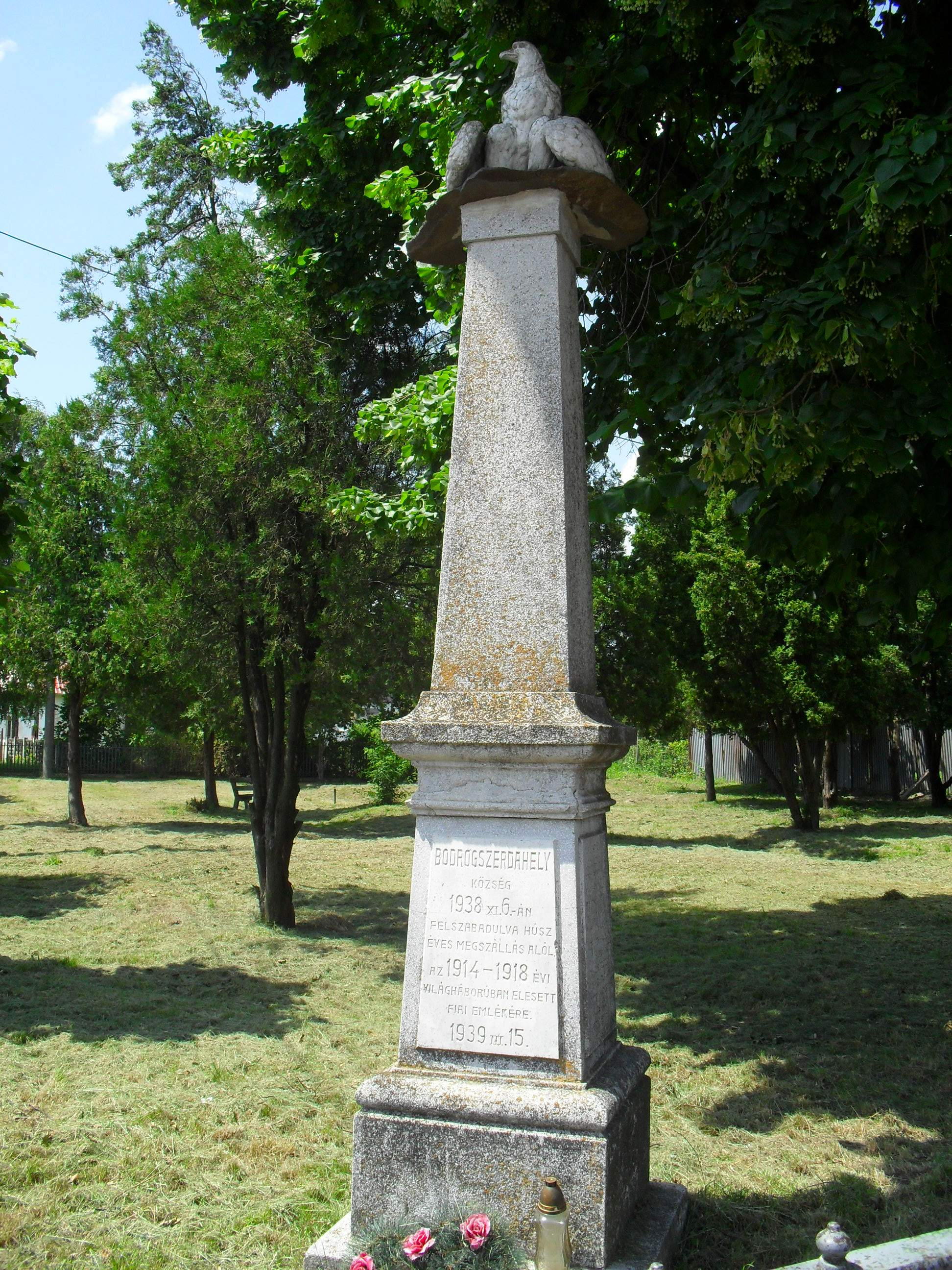
Első világháborús emlékmű
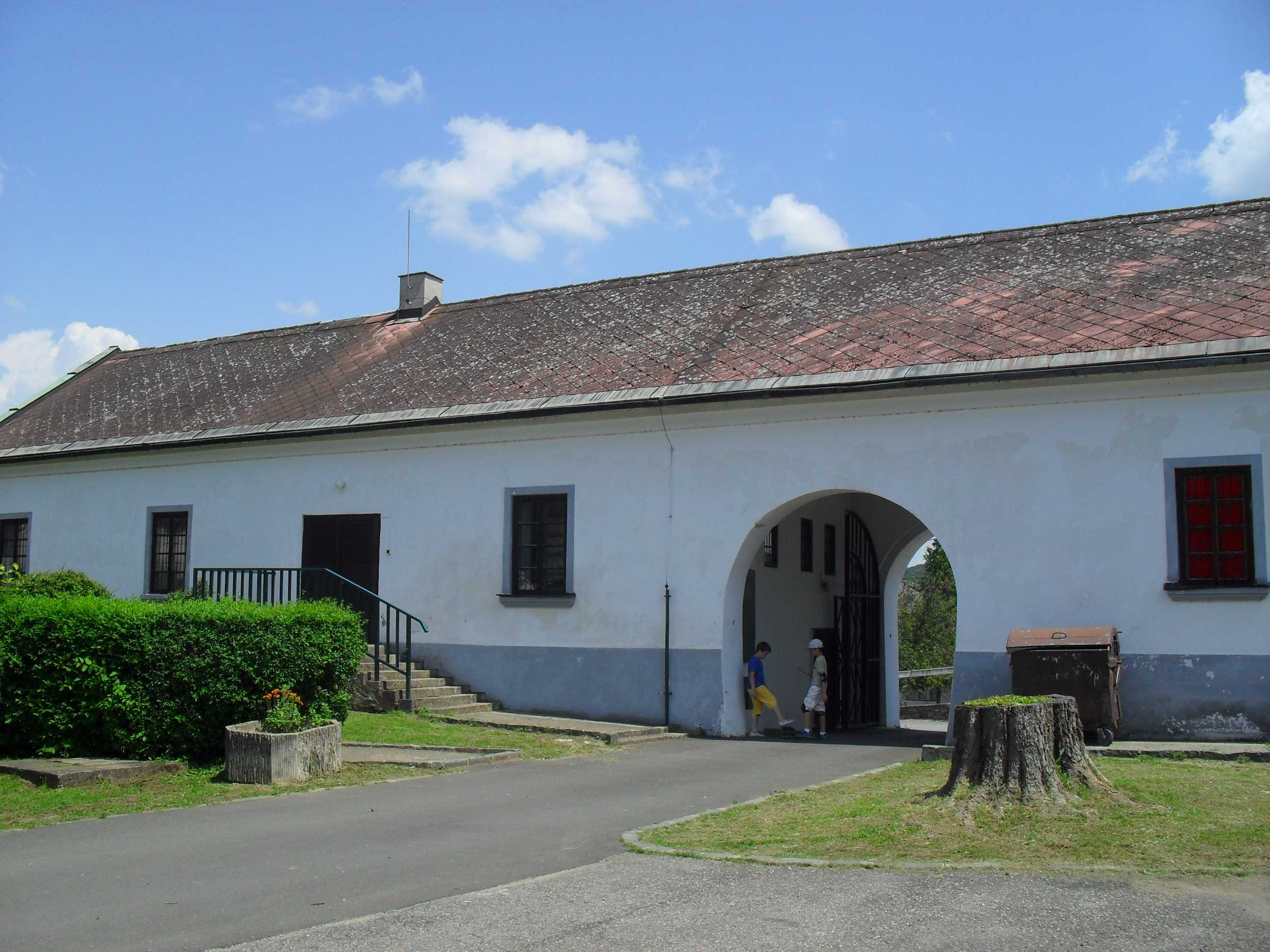
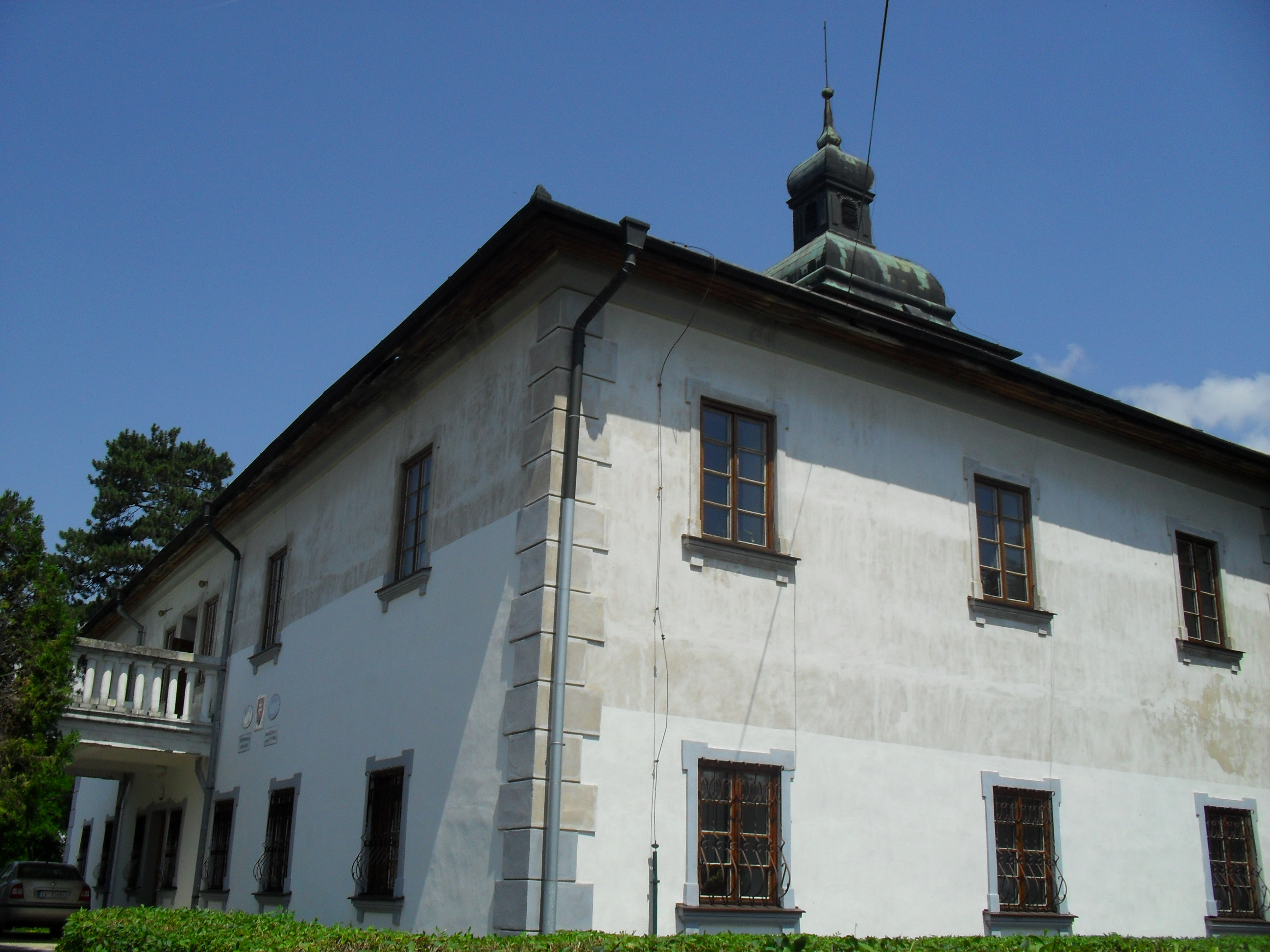
Vécsey-kastély
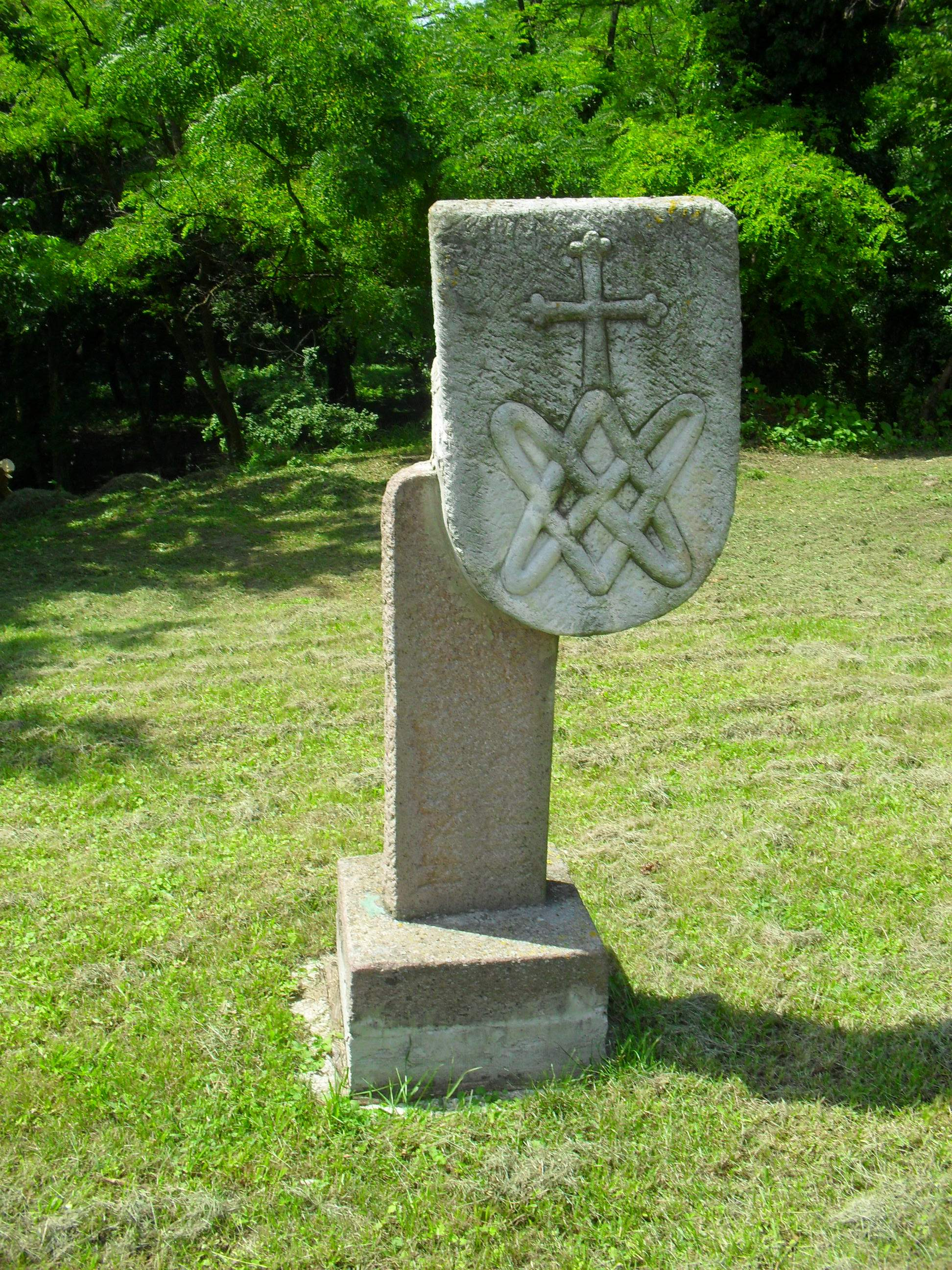
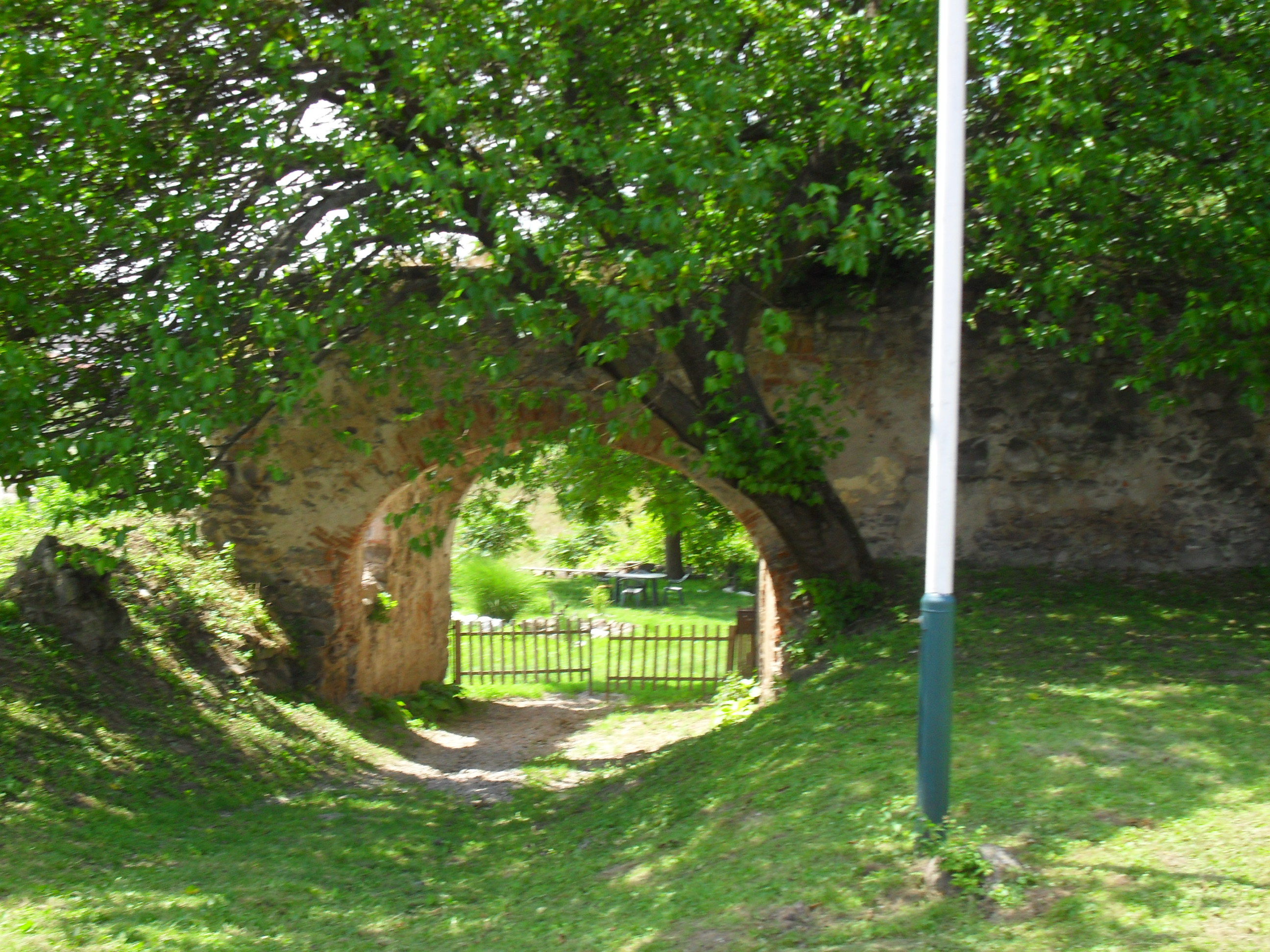
Kastélypark
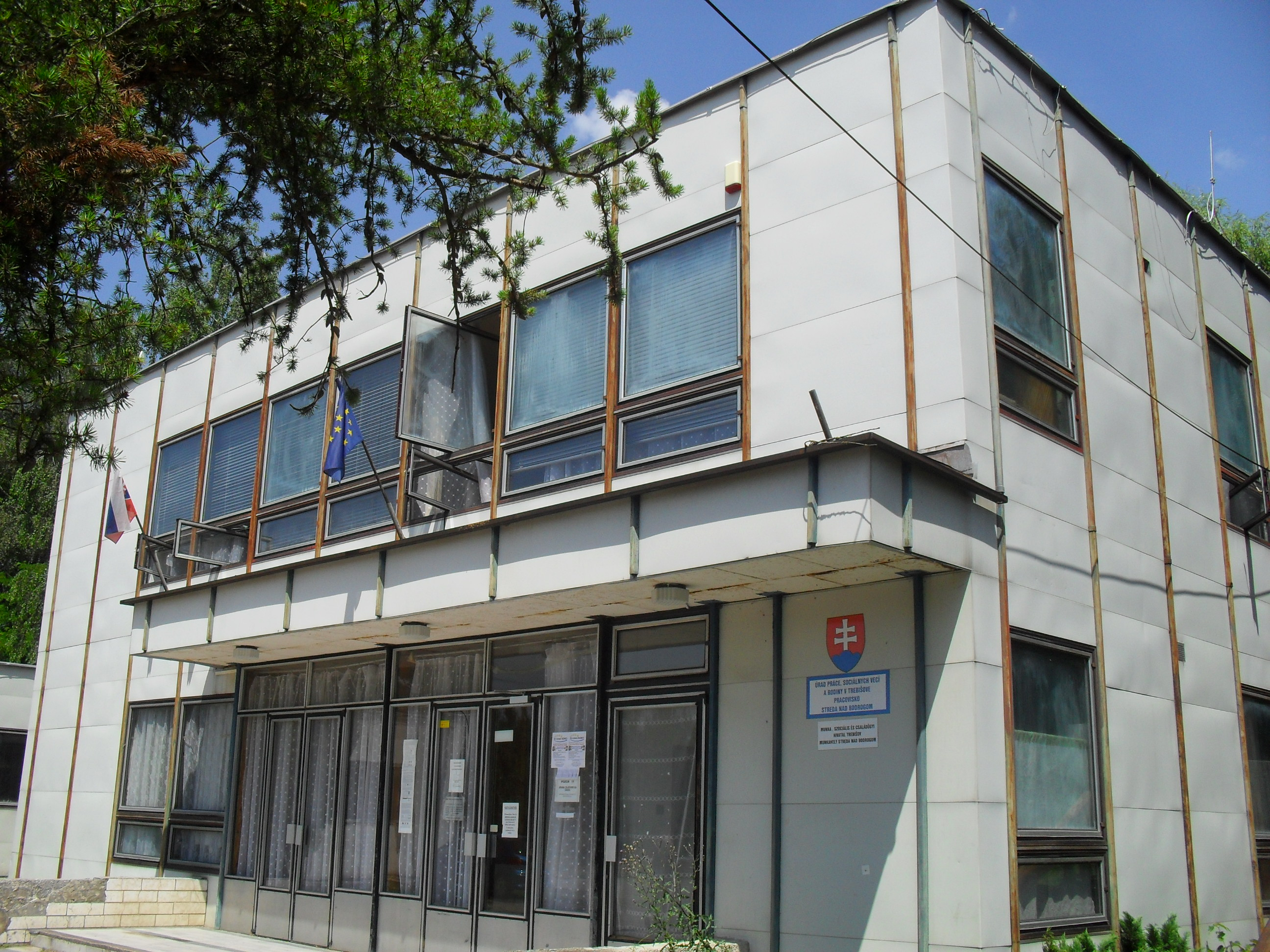
Munkahivatal